# Club Atlético Newell's Old Boys
El Club Atlético Newell’s Old Boys (coloquialmente conocido también como Ñuls, o Ñubel) es una institución deportiva de la ciudad de Rosario, en la provincia de Santa Fe (Argentina). Al año 2025 se desempeña en la Primera División de Argentina, su estadio alberga alrededor de 49000 mil personas
Fue fundado el 3 de noviembre de 1903; recibió su nombre en honor a Isaac Newell, institutor y director del Colegio Comercial Anglo Argentino en 1884. Los fundadores fueron exalumnos de dicha institución, entre ellos, Claudio Newell, hijo de Isaac.
En 1905, el club comenzó su actividad futbolística en la Liga Rosarina de Fútbol, mientras que entre 1931 y 1938 participó de los torneos profesionales de la Asociación Rosarina de Fútbol. A partir de 1939 se incorporó a la primera división, en el ámbito de la AFA (Asociación del Fútbol Argentino). Lleva 61 temporadas ininterrumpidas de Primera División, posicionándose tercero, luego de Vélez Sarsfield y Boca Juniors. 
A nivel local, contabilizando la era amateur y profesional, el primer equipo del club obtuvo seis campeonatos de liga de Primera División, ubicándose así en el séptimo puesto entre los equipos que siguen afiliados a la AFA. En adición, es el único equipo argentino campeón con futbolistas y cuerpo técnico íntegramente formados en la institución, logró que ocurrió en el Campeonato de Primera División 1987-88. A su vez, es el único club que integró un seleccionado nacional completo en el Torneo Preolímpico Sudamericano de 1976. Es el octavo equipo con más puntos en la tabla histórica de la Primera División en la era profesional. A su vez, es uno de los once equipos argentinos en ganar más de un millar de partidos en Primera División.
El club también posee tres copas nacionales, y es el primer club del interior del país, de los afiliados actualmente a la AFA, en lograr un título oficial de esta asociación al obtener la Copa de Honor en 1911.
Así, a 2024 el club suma en total nueve títulos oficiales de la AFA, lo que lo ubica en el undécimo puesto en la sumatoria total de títulos oficiales en la historia de la primera categoría del fútbol argentino. Asimismo, entre 1907 y 1938 ha logrado trece ligas rosarinas (constituyéndose en el primer campeón rosarino obteniendo la Copa Nicasio Vila); y tres copas rosarinas.
A nivel internacional, organizadas por la Conmebol fue dos veces subcampeón de la Copa Libertadores de América: en 1988 y 1992. Esta última siendo derrotado en instancia de definición por penales ante São Paulo que luego se consagraría campeón del mundo. Además, es el único equipo del interior
en llegar a la instancia decisiva de dicha competición. Anteriormente fue ganador de la Copa de Oro Rioplatense 1943, un antiguo torneo amistoso jugado entre conjuntos representativos de la AFA y AUF.
Es uno de los clubes que pugnan por ser considerados como el «sexto grande del fútbol argentino». Por otro lado, es una de las 11 instituciones argentinas que integran la galería de «clubes clásicos de la FIFA».[cita requerida]
Mantiene una gran rivalidad con Rosario Central, con quien disputa el «Clásico rosarino»; uno de los más convocatorios y pasionales de la Argentina.
Disputa sus partidos como local desde 1911 en el estadio Marcelo Bielsa, apodado El Coloso del Parque. Cuenta con un aforo de 42 000 espectadores. Tiene filiales y peñas, localizadas tanto en la Argentina como en varios lugares del mundo. A su vez, posee alrededor de 83.040 socios,  según datos de la AFA, actualizados en el año 2024. La institución, también, cuenta con el Estadio Cubierto Claudio Newell para uso de múltiples deportes y realización de eventos con capacidad para 11 000 espectadores, siendo el más importante de la provincia de Santa Fe.
El club hace hincapié en la formación de futbolistas. De sus divisiones inferiores surgieron futbolistas que integraron la Selección Argentina y luego fueron campeones de competiciones internacionales tales como la Copa Confederaciones, los Juegos Olímpicos, la Copa América y la Copa del Mundo.
Entre los deportistas más destacados que jugaron en su cantera o divisiones inferiores, se encuentran:
- Sergio Omar Almirón
- Abel Balbo
- Éver Banega
- Gabriel Batistuta
- Raúl Oscar Belén
- Américo Gallego
- Ricardo Giusti
- Jorge Griffa
- Gabriel Heinze
- Gerardo Tata Martino
- Lisandro Martínez
- Lionel Messi
- Mauricio Pochettino
- René Pontoni
- Víctor Rogelio Ramos
- Maxi Rodríguez
- Walter Samuel
- Lionel Scaloni
- Roberto Sensini
- Jorge Valdano
- José Viale

Deportistas destacados que jugaron en la institución pero que no provienen de su «cantera»:
- Diego Maradona
- Sergio Goycochea
- Ariel Ortega
- Jorge Bermúdez
- Óscar Cardozo
- Velko Iotov
- Julio Libonatti
- Ricardo Rocha
- David Trezeguet
- Justo Villar
- Mario Zanabria
- Keylor Navas

## Historia

### Fundación

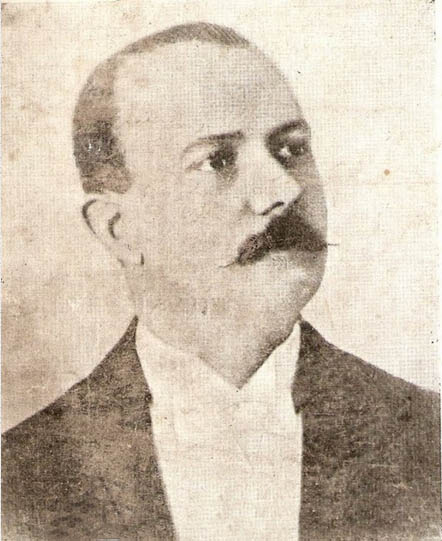
Isaac Newell.

Isaac Newell nació el 24 de abril de 1853 en Inglaterra. Poseedor de un espíritu aventurero y fanatismo por el fútbol, dejó su país natal a la edad de 16 años a bordo de un buque, en dirección a Argentina. Fundó el Colegio Comercial Anglicano Argentino, el primer colegio no católico de Rosario, y a su vez, el primero en tener educación física como materia de evaluación, ya que el deporte, y principalmente el fútbol era la pasión de Isaac.

### Colegio Comercial Anglo Argentino (1884)
El Colegio Comercial Anglo Argentino fue un colegio rosarino no religioso. Tenía un internado para niños y no tenía distinciones de razas. Como hasta el día de hoy, se impartía enseñanza primaria y comercial de nivel secundario, pero solo para varones.
Debido a la afición de Isaac por el deporte en sí y principalmente por el fútbol, el Colegio Comercial Anglo Argentino fue el primer colegio en incorporar la educación física como materia de evaluación, de la que luego derivaría el Club Atlético Newell's Old Boys, ya que el club se basaba en antiguos egresados interesados en seguir participando en el área deportiva del colegio Newell's. (Newell's Old Boys significa Egresados de Newell's, o bien, Viejos Muchachos de Newell su traducción literal al español).
Con la mixtura de los colores de las banderas de Inglaterra (patria de Isaac) y Alemania (patria de los padres de su esposa Anna), el rojo y el negro, se diseñaría el primer escudo, y años después este escudo lo heredaría la camiseta del Club Atlético Newell's Old Boys.

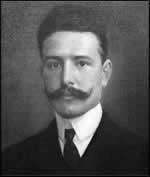
Claudio Newell.

En las aulas del Colegio Anglo Argentino recibieron formación, entre otros, el Radical Elpidio González, que llegó a ser vicepresidente de la Nación entre 1922 y 1928 y el Demócrata Progresista Enzo Bordabehere, asesinado en el Senado de la Nación en 1935 anteponiéndose a un disparo dirigido a su compañero Lisandro de la Torre.
Para 1899 el colegio era una de las escuelas más reputadas de la ciudad de Rosario, ya que no solo le enseñaban fútbol a sus alumnos, sino que también se destacaban en la enseñanza musical contando con prestigiosos profesores de piano y violín.
Grupo de maestros: Isaac Newell, Anna Margreth Jockinsen, Claudio Newell, Clemencia Saint Girons, Emilia Saint Girons, Catalina Dodd, Lilian Adela Newell, Contador Ricardo Edwards, Mr. Noolan, Guillermo Erausquin, Mr. Frigola, Mr. Cañet y Juan Bautista Hazebrouk. Profesores de piano y violín: Catalina Venzel de Hum y Ernesto Benítez.
En 1900, Isaac, ya enfermo, delega la dirección del colegio a su hijo mayor, Claudio Lorenzo Newell (futuro fundador del club), y la esposa de este, Katherine Gertrude Dodd.

### Club Atlético Newell's School

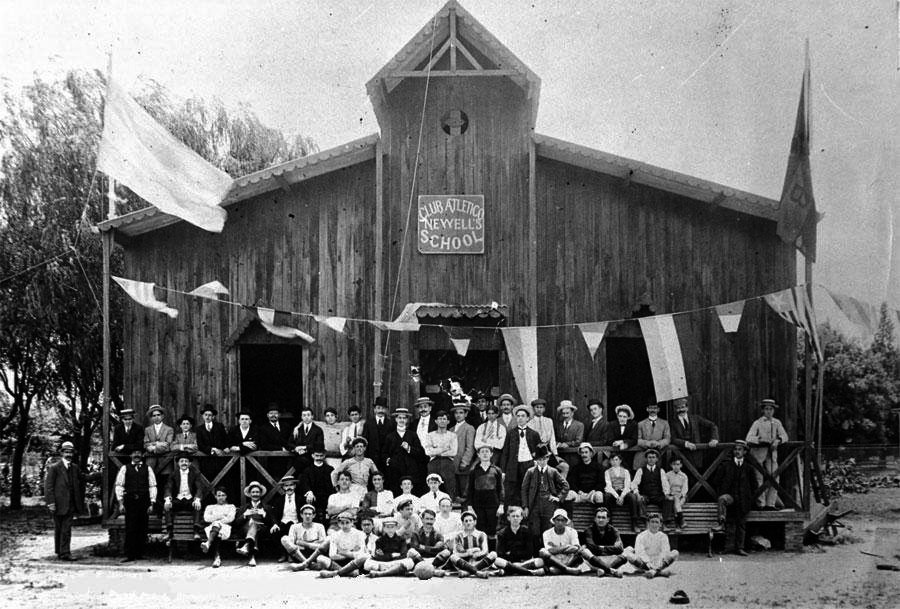
Club Atlético Newell's School, fecha aproximada 1890-1895.

En la materia educación física, los jóvenes de entonces empiezan a practicar un entretenido juego presentado por Isaac llamado fútbol, que consistía en patear un balón hasta introducirlo en alguno de los arcos colocados en cada extremo del espacio físico. La enorme aceptación de todos los alumnos por este deporte obligó a que se adquiriera un terreno lindero al edificio escolar donde poder jugar al fútbol llamando a ese nuevo espacio Club Atlético Newell's School (Club Atlético Escuela Newell's) ente antecesor del actual club.
El campo de deportes del colegio se convirtió en pionero del deporte del fútbol en el interior país, al aplicarse por primera vez el reglamento traído al país por Isaac en 1884, junto con algunas pelotas de cuero. Hay versiones que indicarían que en ese espacio se jugó el primer partido de fútbol con el reglamento oficial, algo que tranquilamente podría ser cierto, pero en Buenos Aires casi al mismo tiempo ocurriría lo mismo, entonces se hace muy difícil comprobar en dónde se jugó este primer partido.
Años previos a la fundación del Club Atlético Newell's Old Boys, el Newell's School no tenía ningún equipo rival contra quién jugar. Y los partidos se disputaban entre los distintos grupos del colegio, lo que generó que durante varios años no hubiera necesidad de una casaca distintiva de la institución. Años después, a medida que el fútbol fue avanzando en la ciudad, la llegada de nuevos equipos de fútbol y los encuentros con esos rivales obligó al Newell's School a crear una camisa distintiva. Los colores elegidos fueron bastones celestes y blancos con el escudo del colegio en el bolsillo.

### Colores
Con la combinación de los colores de las banderas de Inglaterra (patria de Isaac) y Alemania (patria de su esposa Anna), el rojo y el negro, tarea que fue encomendada a Ernesto Edwards, uno de los alumnos del colegio, se diseñó el primer escudo, y posteriormente se hizo lo propio con la casaca deportiva.

### Apodo
Tanto los hinchas como los futbolistas de Newell's Old Boys son conocidos como los «leprosos», debido a que a principios del siglo XX fueron invitados a celebrar un encuentro a beneficio de los padecientes de Lepra, frente a su tradicional rival Rosario Central. La invitación fue aceptada de inmediato por los de Newell's Old Boys, quienes recibieron el apodo de «leprosos», mientras que sus adversarios no aceptaron la invitación, y recibieron el calificativo de «canallas».

### Fútbol amateur (1905-1930)

#### Liga Rosarina de Fútbol

##### Fundación de la Liga Rosarina de Fútbol: Newell's el primer campeón

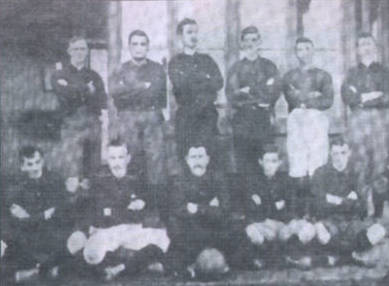
Primer equipo de Newell's Old Boys, año 1905.

El 30 de marzo de 1905 se crea la «Liga Rosarina de Fútbol». La misma tenía como principal objetivo la organización de un torneo, y para esto se consiguió una copa denominada Challenger que se instauró como torneo de Segunda división, donada por el Intendente de Rosario, Santiago Pinasco. Luego, en su honor, la competición se denominó «Copa Santiago Pinasco». El torneo comenzó el 21 de mayo de dicho año, y mostró como ganador a Newell's Old Boys dos fechas antes de su finalización, convirtiéndose en el primer campeón rosarino de la historia, e invicto ganando el primer clásico contra Rosario Central por 1-0 con gol de Faustino Gonzalez. El primer partido correspondiente a la liga fue el 21/5/1905 con una victoria frente a Argentino (hoy Gimnasia y Esgrima) por 4-1, el campeonato tuvo 10 fechas, y el último partido fue un 20/8/1905 con un 10-0 frente a Atlético del Rosario. Además repetiría el título al año siguiente, en 1906, coronando así su bicampeonato de segunda división, otra vez invicto y esta vez el clásico fue por goleada a favor de Newell's por 6-0, como curiosidad cabe destacar un resultado por 25-0 contra el equipo B de Provincial, que se retiraría antes de finalizar el encuentro. Las dos finales ganó por goleadas, 5-0 y 5-1 contra Argentino.

###### Se crea la Copa Nicasio Vila
En el año 1907, teniendo en cuenta el incremento que había tomado el fútbol, la Liga Rosarina de Fútbol decide crear una primera división. La «Copa Santiago Pinasco» continúa siendo el trofeo de la segunda división, y se crea la «Copa Nicasio Vila», la cual sería entregada al ganador de la nueva primera división. Dicha copa sería nombrada en honor al por entonces Intendente de la ciudad, Nicasio Vila. Ese mismo año se disputa la 1.ª edición de dicha copa, formando parte de esta Newell's Old Boys, y de la cual se consagraría campeón. La lepra repetiría esta coronación en 8 oportunidades más, sumando así una totalidad de 9 obtenciones repartidas entre los años 1907 y 1930. En el año 1912 la Copa Vila se declara sin campeón, debido a que no se llega a completar el fixture, Newell's venía bien encaminado, ganando 3-0 a Aprendices Rosarinos, 5-1 a Unión, 10-1 Atlético del Rosario, 7-0 a Rosario Central, y 6-2 a Provincial, demostrando así, el poderío del club por aquellos primeros años. La Liga Rosarina de Football premia a Newell's por los títulos obtenidos en 1907, 1909, 1910 y 1911. Así mismo, se obtendrían dos lauros más en 1911, la Copa Comercio de Rosario que era entregada al campeón de tercera división y la copa Tienda Ciudad de Roma al de cuarta división rosarina.

##### Los primeros títulos nacionales oficiales
Simultáneamente a la conformación de la Liga Rosarina de Fútbol, los equipos de la ciudad de Buenos Aires se agruparon para dar cabida a la llamada «Asociación Argentina de Fútbol». Anualmente, la Liga Rosarina y la Asociación Argentina organizaban diferentes competiciones de manera de enfrentar a sus equipos. Una de ellas fue la «Copa de Honor», la cual fue disputada a partir de 1905 por una combinación de equipos de ambas ciudades. Newell's empieza a participar de las copas nacionales en el año 1908, en la Copa de Honor y la Copa Competencia. En el año 1911 Newell's Old Boys se consagró campeón de la Copa de Honor Municipalidad de Buenos Aires, derrotando en la final al Club Atlético Porteño por 3-2, en un encuentro disputado en la vieja cancha de River Plate. Los goles rojinegros fueron señalados por Manuel González en dos ocasiones, y uno de Hollamby en el minuto 90. Aquella tarde del 24 de septiembre de 1911, Newell´s salió a la cancha con José Hiriart; Tomás Hamblin y Rafael Bordabehere; Martín Redín, Caraciolo González y Antonio Torelli; C. Hollamby, Manuel González, Faustino González, Hugo Mallet y José Viale.
Esta copa de 1911 Newell's la logró habiendo eliminado a Rosario Central en cuartos de final; le significó convertirse en el segundo equipo de la provincia de Santa Fe en ganar una copa nacional (luego de Atlético del Rosario) y llevó a la ciudad de Rosario una copa oficial antes de que alguno de los llamados cinco grandes ganaran alguna competencia de primera categoría.
El segundo título nacional llegó en 1921, luego de la obtención de la «Copa Dr. Carlos Ibarguren», la cual comenzó a disputarse en 1913, y contraponía a los campeones de las mencionadas ligas de Rosario y Buenos Aires. En 1921, Newell's Old Boys se alzaría con la misma, venciendo por 3-0 al Club Atlético Huracán, en un encuentro disputado en la vieja cancha de Boca Juniors. Los goles del equipo del Parque de la Independencia fueron anotados por Atilio Badalini en dos oportunidades y uno de Julio Libonatti. Aquella tarde del 29 de enero de 1922, Newell´s salió a la cancha con Bernardo Nuin; Adolfo Celli, Bourguignon; Alfredo Luis Chabrolín, Salcedo, Grenón; Humberto Libonatti, Julio Libonatti, Atilio Badalini, Blas Saruppo y Ernesto Celli.

### Fútbol profesional (1931-presente)

#### Asociación Rosarina de Fútbol (1931-1938)

##### Inicia el profesionalismo
En el año 1931 el fútbol argentino sufre una gran transformación. Los futbolistas pasan del amateurismo al profesionalismo, y de esta manera comienzan a cobrar salarios por su trabajo como futbolistas. Así, en Rosario se crea la nueva «Asociación Rosarina de Fútbol», y comienzan a disputarse los primeros campeonatos profesionales de la Argentina.
El campeonato rosarino de primera división recibiría el nombre de «Torneo Gobernador Luciano Molinas», en honor al por entonces Gobernador de la provincia de Santa Fe, Luciano Molinas, y reemplazaría a la Copa Nicasio Vila. Simultáneamente, la Copa Santiago Pinasco continuaría siendo el campeonato de segunda división. Ese mismo año, el 22 de noviembre, Newell's Old Boys se consagraría campeón de la primera edición del Torneo Gobernador Luciano Molinas de 1931. La lepra repetiría el título en 3 oportunidades más, 1933, 1934 y 1935, totalizando así 4 obtenciones de este mencionado torneo entre los años 1931 y 1938, es decir, mientras su primer equipo se desempeñó en los campeonatos de la Asociación Rosarina de Fútbol. También obtendría el Torneo Estímulo de 1933, que se trataba de una copa Rosarina y se jugaba paralelamente al torneo de dicho año. El 16 de diciembre de 1933 se inaugura el sistema de iluminación del estadio, Newell's vence a Belgrano de Córdoba por 3-2.

#### Asociación del Fútbol Argentino (1939-presente)

##### Incorporación a la AFA

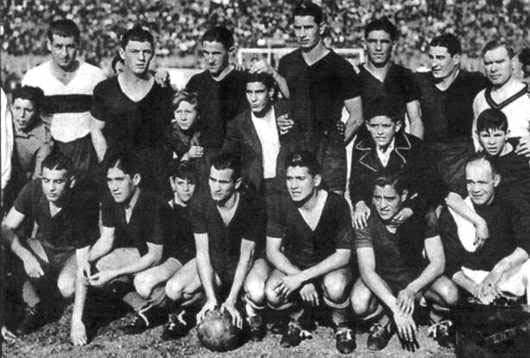
Primer equipo de Newell's Old Boys en la AFA, año 1939.

En 1939 Newell's Old Boys solicita su incorporación a los torneos nacionales de la Argentina a la «Asociación del Fútbol Argentino». La AFA decide otorgarle el permiso, mediante el cual lograría formar parte de sus campeonatos a partir de ese año. El 19 de marzo de 1939, Newell's Old Boys disputa su primer encuentro en forma oficial, por la «Primera División Argentina». Aquella jornada la lepra se alzaría con el triunfo enfrentando al Club Atlético San Lorenzo, con un marcador de 2 a 1. Ese año Newell's Old Boys finalizaría el torneo en la cuarta posición, siendo el equipo mejor ubicado del interior de Argentina.

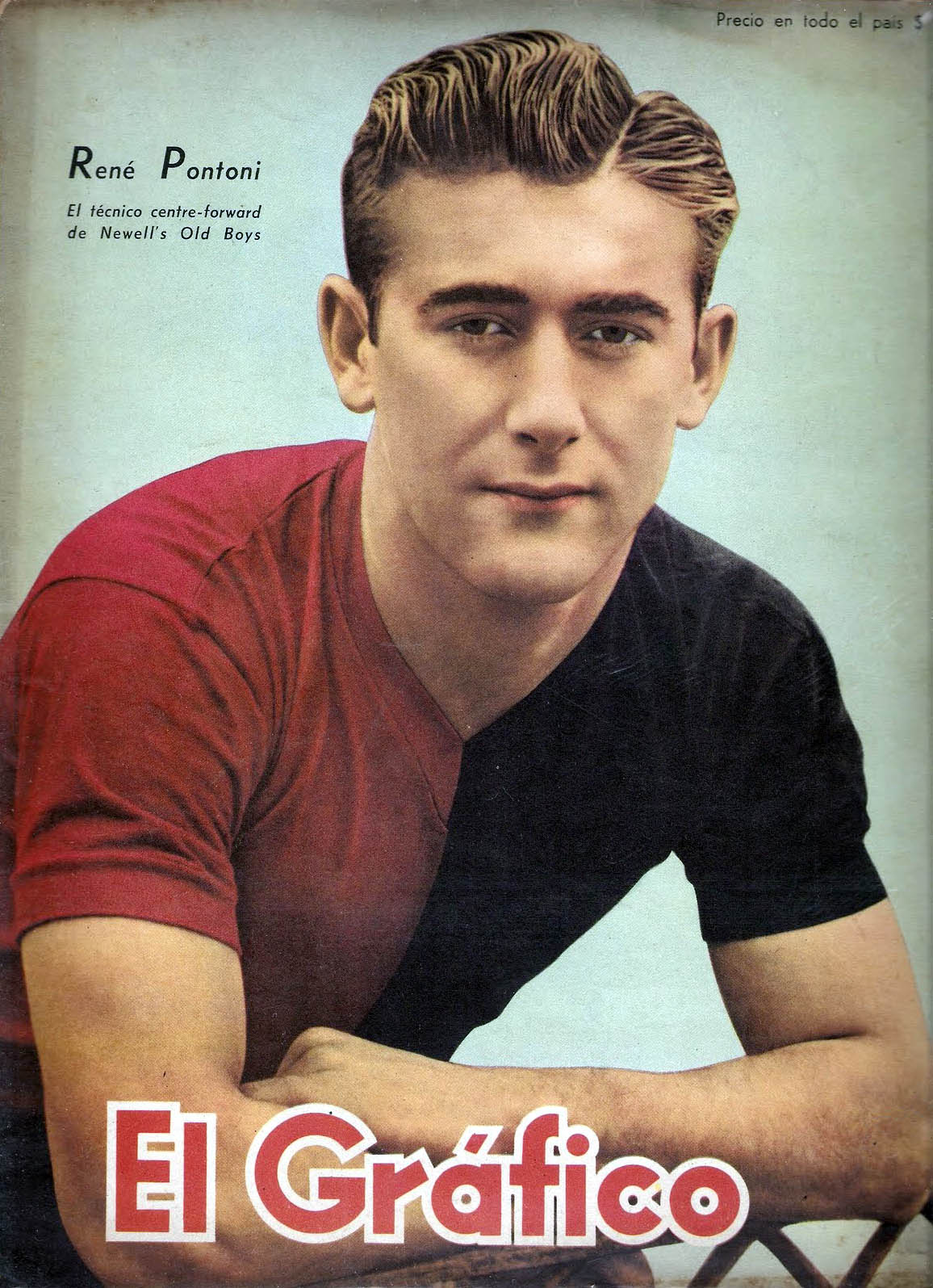
El notable René Pontoni, considerado como el mejor centrodelantero de América durante la década del 40, jugó en Newell's entre 1940 y 1945 anotando 67 goles en 110 partidos.

##### Copa Escobar 1949
La Copa Adrián C. Escobar, conocida como Copa Escobar, fue un torneo de fútbol oficial, no regular, entre clubes de la Argentina, organizado por la Asociación del Fútbol Argentino entre los años 1939 y 1949.
El nombre de la competencia responde a la donación del trofeo realizada por el Dr. Adrián C. Escobar, quien era presidente de la AFA en 1939.
Se disputaba en forma de heptagonal, a través de un sistema de eliminación directa, y era conformada por los siete primeros equipos de la tabla de posiciones del torneo de Primera División en curso. Fue el primer título profesional de Newell's, más de 20 años antes de la primera vuelta olímpica profesional de su clásico rival.
Como curiosidad, los partidos tenían una duración de solo 40 minutos, divididos en dos tiempos de 20, y en caso de empate se clasificaba a la siguiente fase el equipo con mayor cantidad de tiros de esquina a favor. La sexta y última edición se disputó en las canchas de Huracán e Independiente. El ganador fue Newell's Old Boys, que venció a Racing Club en Avellaneda, cancha de Independiente, por córneres a favor (4-2) tras igualar 2-2 en el tiempo reglamentario, consiguiendo así su tercer título de la AFA. La AFA contrato árbitros británicos para la última edición.

##### Gira europea
En los años 1949 y 1950, Newell's Old Boys emprende un difícil desafío: embarcarse en una gira que lo llevaría a disputar 14 encuentros frente a equipos del "viejo continente". Entre los equipos enfrentados se registrarían victorias ante el Athletic Club, la selección de fútbol de España, Benfica, Hannover y Hertha Berlin, entre otros.

##### Descenso

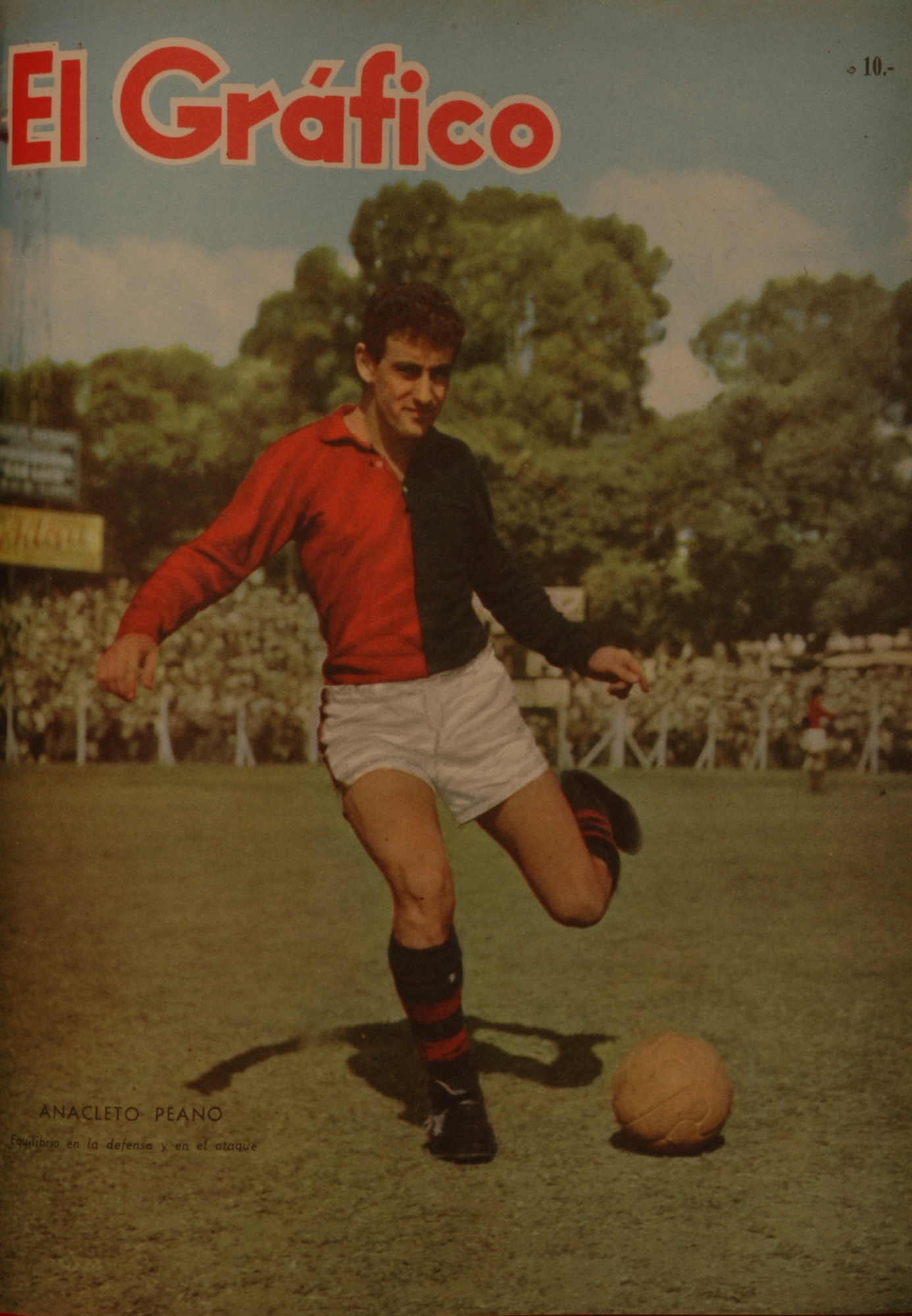
Anacleto Peano en 1960.

Durante toda su participación en los torneos oficiales, Newell's descendió en una sola oportunidad de categoría, en la temporada de 1960. Así lo determinaron las pobres campañas de la década del cincuenta, ubicado por debajo de la décima posición, salvo un séptimo lugar en 1957 y sexto en 1959. Lo destacado de dicho suceso fue que en 1961 el Rojinegro obtuvo el ascenso al ganar el torneo de la Primera B (en esa época la segunda división), pero no le permitieron subir a Primera División debido a que le descontaron 10 puntos (lo que lo relegó al quinto puesto) por una acusación de incentivación. Frente a esa situación, la dirigencia del club inició acciones judiciales, que hicieron que la AFA reviera la situación. Así, el club continuó por 2 años más en Primera B y a principios de 1964, la justicia dictaminó que la AFA debía reincorporar a Newell's al campeonato de Primera División, por lo que el club volvió a la máxima categoría. La campaña al regresar a la máxima categoría no fue buena. En ese primer torneo de 1964 terminaría último, cosechando 16 puntos en 30 fechas, con solo 1 victoria, 14 empates y 15 derrotas. Pero la AFA había decidido desde antes de que empiece ese campeonato que el mismo no tendría descensos, por lo cual, el club del Parque continuó en primera división en 1965.

##### Campeón de Liga de la AFA por primera vez en 1974
Llegada la década del 70, Newell's Old Boys comenzaría a engrosar su palmarés de torneos de liga de la AFA. De allí en más se consagraría campeón de la Primera División Argentina en seis oportunidades: «Campeonato Metropolitano 1974», «Campeonato de Primera División 1987/88»,«Campeonato de Primera División 1990/91», «Torneo Clausura 1992», «Torneo Apertura 2004» y «Torneo Final 2013».
A lo largo de sus más de 100 años de vida, Newell's Old Boys también ha sido parte de un gran número de competiciones internacionales. Su participación en ellas se remonta al año 1911, cuando disputó la «Copa de Honor Cousenier» enfrentando al ya desaparecido Club Uruguay. La de mayor trascendencia es la «Copa Libertadores de América», máxima competición continental, de la cual fue parte en 8 oportunidades: 1975, 1988, 1992, 1993, 2006, 2010, 2013 y 2014. Las más destacadas fueron las de los años 1988 y 1992, en las cuales alcanzó la instancia final.

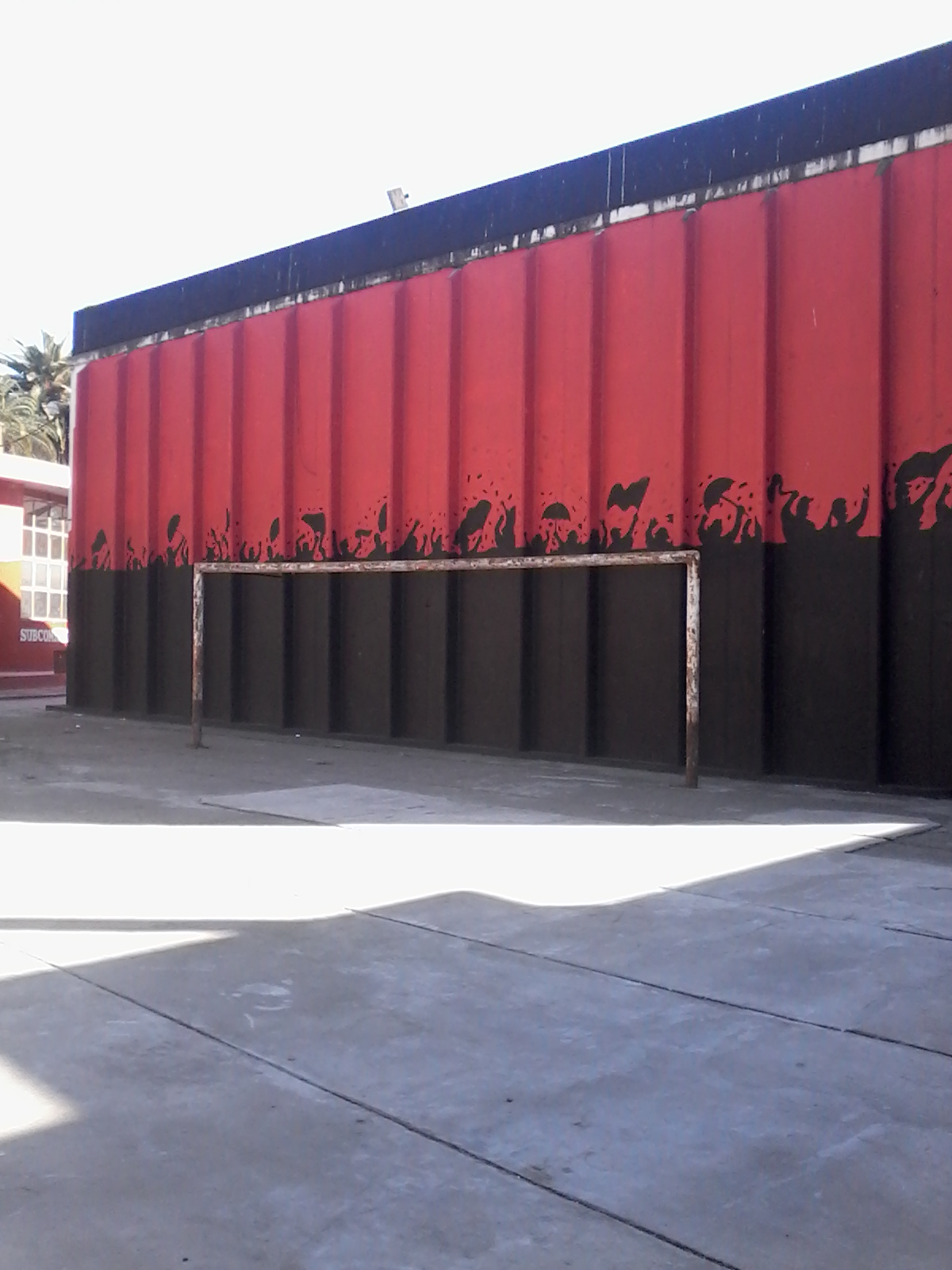
Newell's Old Boys conserva el arco donde Mario Zanabria marco el segundo gol frente a Rosario Central en 1974 que le permitió obtener la consagración.

Además de los torneos oficiales nacionales e internacionales mencionados, Newell's Old Boys ha sido parte de una gran cantidad de torneos de carácter amistoso, como ser la «Copa de Oro» en; 1943 y el «Mini Mundial» en 1988. En todos los casos, su trascendencia ha variado según la cantidad de encuentros disputados y la jerarquía de sus rivales.
En 1974 Newell's Old Boys, con un rico plantel, se coronó campeón del «Torneo Metropolitano 1974». Aquel campeonato es recordado por los hinchas rojinegros no solo por ser el primer título nacional de liga de la AFA conseguido en el profesionalismo, sino también por lograr la consagración en el estadio de su clásico rival (Rosario Central) Video en YouTube. La consagración se produjo el 2 de junio de ese año, luego de remontar un resultado de 2-0 en contra. Primero descontó Armando Capurro con un cabezazo peinado hacia atrás Video en YouTube. poniendo el 2-1 y luego se alcanzó el empate con el recordado zurdazo de Mario Zanabria Video en YouTube. conocida como "la zurda del milagro", conmemorado hasta el día de hoy por la parcialidad leprosa. Este fue su cuarto título nacional.
En el año 1976, Newell's Old Boys contó con el privilegio de ser el único equipo de la historia del fútbol argentino en representar a una Selección Nacional. El entonces entrenador de la Selección Argentina, César Luis Menotti, se comunicó con Jorge Griffa, coordinador de las divisiones inferiores rojinegras, y le solicitó que la Reserva de Newell's Old Boys representara al país en el «Preolímpico 1976» en Recife, Brasil. La Selección obtuvo la medalla de bronce al lograr el tercer puesto de dicho torneo y, simultáneamente, Newell's Old Boys se convirtió en el único club de Argentina en representar a una Selección Nacional en forma absoluta.

##### El segundo título de Liga de la AFA en 1987-88
Antes de ganar otro torneo, Newell's había sido subcampeón de las Temporadas 1985/86,1986/87 y perdiendo la final de la liguilla pre-libertadores 1985/86 ante Boca Juniors por 1-4.
El segundo título nacional de la AFA llegaría en el año 1988, luego de coronarse ganador del «Campeonato de Primera División 1987-1988». Aquel equipo es rememorado por consagrarse campeón contando solo con futbolistas provenientes exclusivamente de sus divisiones juveniles, hecho único en el fútbol argentino y pocas veces acontecido en el fútbol mundial. El Sábado 21 de mayo de 1988, Independiente visitó el Parque de la Independencia. Newell´s formó con su equipo de todo el campeonato: Scoponi; Basualdo, Theiler, Pautasso y Sensini; Martino, Llop y Rossi; Alfaro, Balbo y Almirón. Fue una tarde a toda orquesta. Newell´s ganó 6 a 1 y dio la merecida vuelta olímpica. Segundo campeonato del club en su historia, con 17 jugadores utilizados en toda la temporada y todos ellos formados en las divisiones inferiores del club.

##### Era Bielsa (1990-1992): dos títulos de Liga y subcampeonato de América

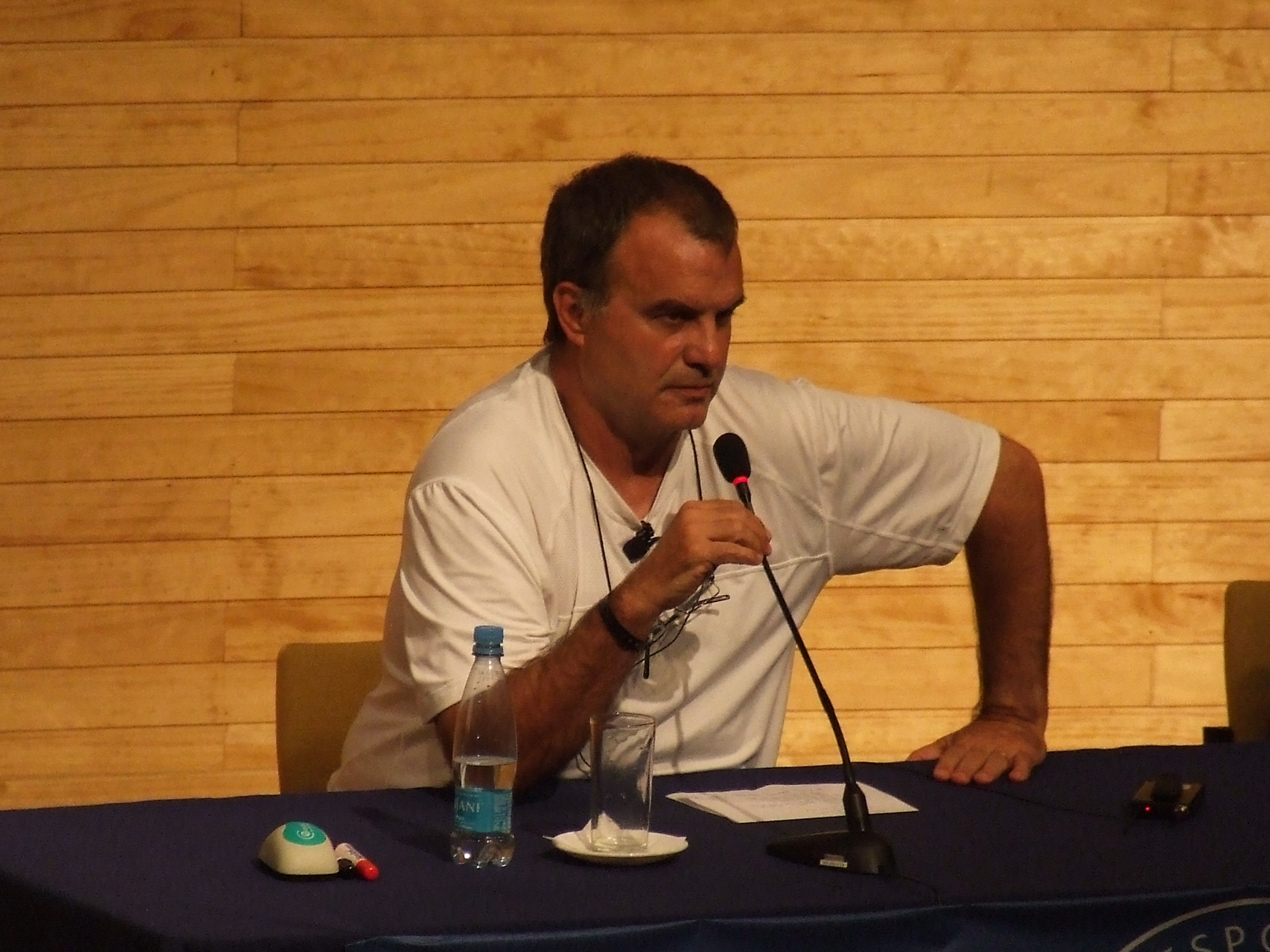
Marcelo Bielsa.

En diciembre de 1990, y ya de la mano de Marcelo Bielsa, Newell's Old Boys se consagraría ganador del «Torneo Apertura 1990», caracterizándose el equipo por su estado físico y presión ejerciada. Según la metodología de aquel entonces, debería enfrentar al ganador del «Torneo Clausura 1991» para definir quién se consagraría campeón del Campeonato de Primera División 1990-1991. Aquel Apertura lo disputó palmo a palmo con el River Plate del ascendente Daniel Passarella y se lo llevó en la última fecha en el encuentro ante San Lorenzo, en el estadio de Ferro Carril Oeste.
Ya en 1991, y luego de que Boca Juniors se consagrase ganador del «Torneo Clausura 1991», Newell's Old Boys debía enfrentarlo para definir quién se consagraría campeón del Campeonato de Primera División 1990-1991.
Se jugarían dos encuentros, el primero en Rosario y el segundo en Buenos Aires. A finales del segundo encuentro, y luego de 90 minutos reglamentarios y dos tiempos suplementarios más de paridad, el resultado no mostró un ganador por lo que se debió resolver el título desde el punto penal, encontrando a Newell's Old Boys como ganador del mismo, y coronando su triunfo en la Bombonera.
El año 1992 marcaría el fin de la era Bielsa, no sin antes alzarse con otro campeonato nacional de la AFA, el equipo ya mostraba un estilo consolidado. El «Torneo Clausura 1992», con Alfredo Mendoza como goleador y Cristian Domizzi como máximo referente, coronaría a Newell's Old Boys en Vicente López enfrentando al Club Atlético Platense, consolidando el estilo defensivo-ofensivo de Marcelo Bielsa, y brindando a la parcialidad rojinegra un nuevo campeonato en el fútbol argentino.
En los años siguientes Newell's estuvo alejado de la pelea por el campeonato, solo se destacan un cuarto puesto en el Torneo Apertura 1994, tercero en el Clausura 1997, llegando a pelear por el título hasta dos fechas antes de la finalización del mismo, conducido por Mario Zanabria, quinto en el Clausura 2000 y sexto en el Apertura 2003.
En el año 2003 se conmemoraron los 100 años del Club Atlético Newell's Old Boys. Para celebrar el centenario, se realizaron diversos festejos y eventos en su honor, incluyendo: el izamiento de la bandera argentina en el Monumento Nacional a la Bandera; la inauguración de la «Avenida Centenario Newell's Old Boys» a escasos metros del Estadio El Coloso del Parque; un homenaje a la familia de Isaac Newell en el panteón del Cementerio de los Disidentes, donde se encuentran sus restos; y una fiesta en El Coloso del Parque, la cual albergó a más de 30 000 hinchas y contó con la participación de grandes futbolistas de la historia del club, músicos y humoristas como Pablo Granados.

##### Nuevo siglo, nuevos títulos de Liga

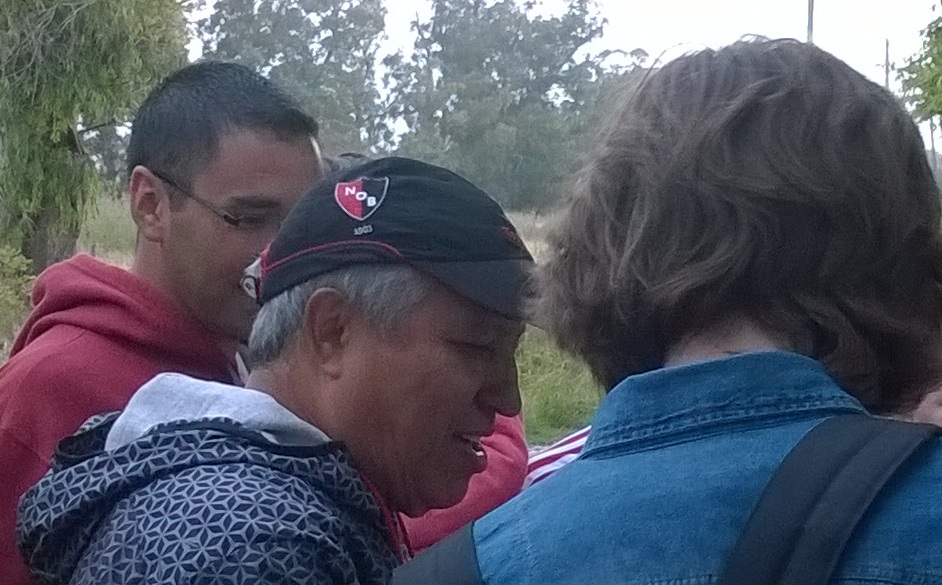
Américo Gallego, entrenador campeón con Newell´s en 2004.

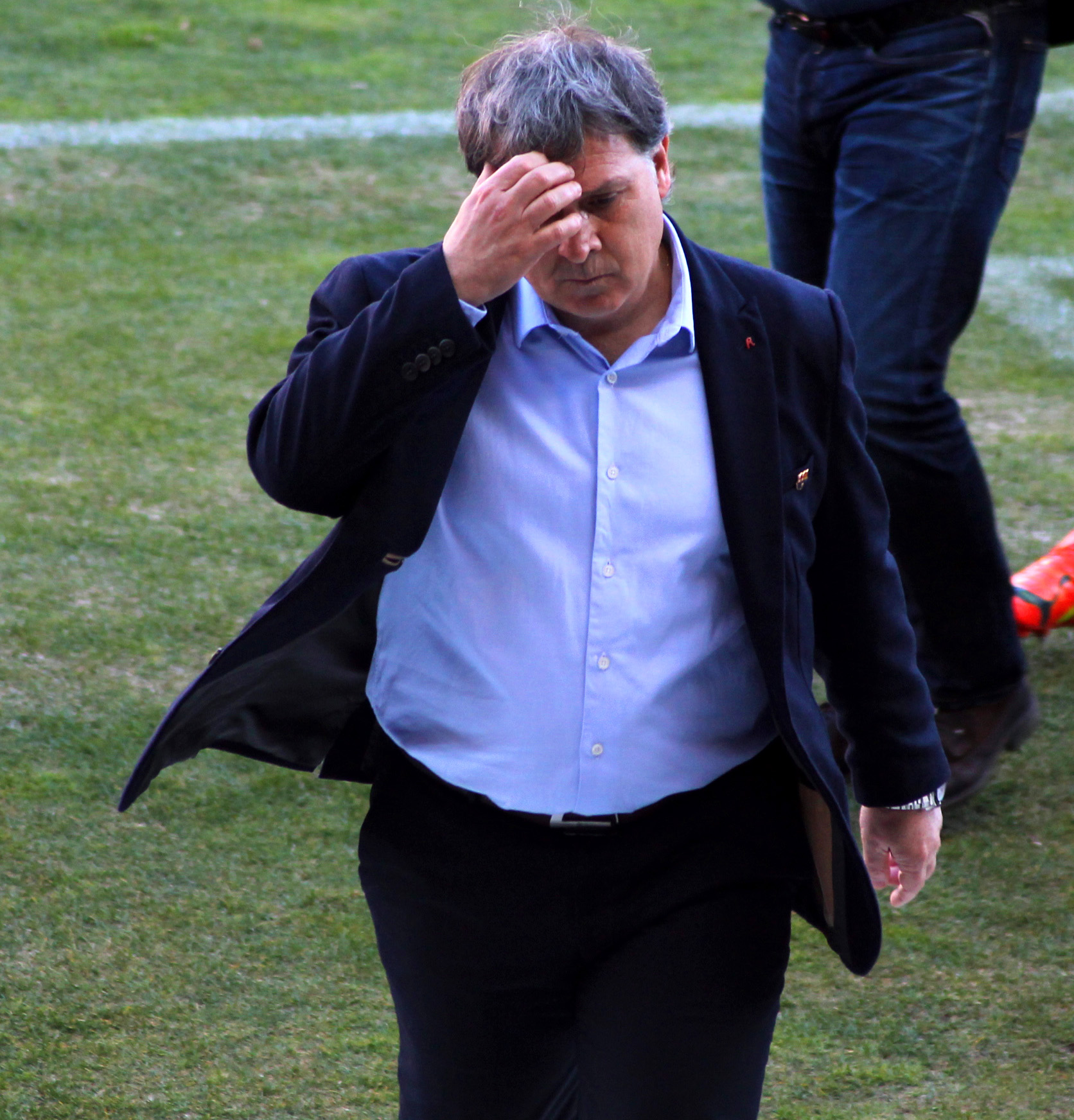
Gerardo Martino, figura emblemática durante los años 80' y 90' en los que ganó tres títulos de Primera División como jugador, también fue el entrenador del equipo que obtuvo el Torneo Final 2013.

En el año 2004 llegaría el quinto título nacional de Liga de la AFA obtenido por Newell's Old Boys: el «Torneo Apertura 2004». Para alcanzar el mismo, Newell's Old Boys contó con un entrenador, Américo Gallego, que armó un equipo con jóvenes respaldados por una columna vertebral de futbolistas experimentados. Fue el equipo menos goleado, equilibrado, pero a su vez ofensivo. Atacó siempre con 5 hombres: 2 volantes externos, el enlace y los 2 delanteros. Su coronación lo ubicó como el equipo más ganador de torneos nacionales de Liga de la AFA del interior de Argentina, desde su ingreso a los mismos en el año 1939.
Así Newell's se convirtió en el primer equipo de la provincia de Santa Fe en ganar un título nacional durante el siglo XXI. Un valor agregado fue la movilización de 40 000 hinchas hacia la ciudad de Avellaneda para presenciar el último partido del torneo.
El club fue subcampeón en 2009 de la mano del DT Roberto Sensini, Newell's (39 puntos) redondeó una campaña brillante durante el Apertura 2009. El equipo no pudo ganar de local la última fecha frente a San Lorenzo, y debido a esto no pudo coronanarse, ya que, Banfield tampoco había hecho lo propios Vs. Boca. El DT continuó en el puesto ya que el presidente Llorente destacaba la personalidad de conducción que tiene el ex defensor del seleccionado argentino de fútbol al decir que "es un personaje admirable".
A mediados del año 2013, Newell's Old Boys obtuvo el «Torneo Final 2013» siendo este el sexto logró obtenido en torneos nacionales de liga. Dirigido por Gerardo Martino, el equipo se caracterizó por un juego vistoso que fue comparado con el Barcelona FC por semejanza con este en el trato de pelota e intención de juego, poco tiempo después el "Tata" Martino se convertiría en el entrenador del club español.
Los regresos le dieron un salto de calidad al plantel de Newell’s. Heinze aportó su experiencia a la defensa, Maxi Rodríguez reforzó desde el medio hacia arriba y Scocco, fue el brillante goleador del equipo, el arquitecto de los resultados leprosos.
Tras los festejos del campeonato obtenido en el año 2013 el canal televisivo de origen estadounidense ESPN confirmó la presencia de más de 30 000 aficionados.[cita requerida]
Newell’s dirigido por el DT Alfredo Berti, también, fue protagonista en el Torneo Inicial 2013 el cual lideró durante 11 fechas hasta la decimoquinta inclusive. El equipo acentuó con Berti la tendencia desde el inicio del ciclo Martino de ser protagonista en continuado manteniendo un muy buen nivel de juego, pero no pudo sostener el ritmo de la competición debido al cansancio físico del semestre anterior jugando campeonato local y Copa Libertadores, el equipo llegó a este final de torneo sin resto, físico, mental y lo que es peor, futbolístico. Quedó en el segundo pelotón por puntos, ubicando la cuarta posición por diferencia de gol. Implicó una chance desperdiciada y la oportunidad histórica del bicampeonato que la Lepra dejó escurrir entre sus manos, al no poder ganare a Lanús en el último partido y forzar un desempate por el título con San Lorenzo.

##### Una década de desencanto 2014-2023
Luego de un 2013 exitoso el club no ha podido obtener buenos resultados. Institucionalmente hubo elecciones anticipadas ya que, el club había quedado en manos del vicepresidentes a raíz de problemas de salud del presidente electo, que desencadenó el llamado a elecciones anticipadas. El nuevo, por aquel entonces, presidente Bermúdez manifestó: “los jugadores tienen que ganarse el puesto. Acá puede venir un pibe de 18 años de divisiones inferiores y sacarle el puesto a Scocco o Maxi Rodríguez". El plantel tuvo conflictos con la nueva dirigencia, estos acusaban a la CD de desidia, maltrato e irresponsabilidad de quienes deben conducir tan importante institución. Para mitad de año los referentes del plantel dejan la institución, si bien es cierto que, también, en hinchas del club había malestar con los referentes por querer "controlar el club". La institución tuvo una década de muchas más tristezas que alegrías, dado que, la Lepra alcanzó su décimo año al hilo sin terminar dentro de los cinco mejores de un campeonato doméstico; y solo obtuvo competiciones algo aceptables con el DT Diego Osella, con el DT Frank Kudelka y con el DT Javier Sanguinetti. Por esta larga racha negativa pasaron, en total, por el puesto, 21 entrenadores. Lleva 33 competiciones sin lograr un título oficial en alguna liga de primera división o en alguna copa nacional, hecho que no registra antecedentes en la historia del club.

## Presidentes

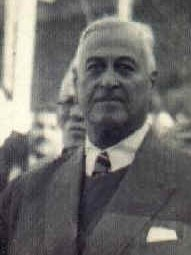
Víctor Heitz, primer Presidente de Newell's Old Boys.

A lo largo de sus más de 100 años de vida 25 fueron los Presidentes del Club Atlético Newell's Old Boys que tuvieron la responsabilidad de conducir los destinos institucionales del club. Muchos de ellos aportaron acciones para que la entidad fuera creciendo con el paso de los años. Algunos quedaron más en la memoria de los hinchas del club, porque se lograron títulos bajo sus conducciones, o por el hecho de haber realizado obras destacadas.
Claudio Newell, hijo de Isaac Newell y responsable de convocar profesores, alumnos, y exalumnos del colegio para conformar el Acta de Fundación, no fue, paradójicamente, el primer Presidente. Lo fue Víctor Heitz (socio con carné n.º 1), quien junto al secretario Guillermo Moore (que un año más tarde también estaría al frente de la institución), participó junto a Claudio de la confección del Acta. Claudio Newell, sin embargo, fue posteriormente Presidente luego de los mencionados Heitz y Moore.
Era práctica habitual en los equipos de fútbol de principios de siglo que tanto el presidente como otros miembros de la Comisión Directiva fueran simultáneamente integrantes del equipo de fútbol. Tales son los casos de Víctor Heitz y Faustino González, entre otros. Víctor Heitz fue, además del primero, el presidente que más veces estuvo al frente de la institución, totalizando 4 períodos diferentes.
Como uno de sus máximos referentes, debe destacarse la gestión del Dr. Mario García Eyrea, con quién al asumir la presidencia, comenzará una nueva era de recambio. Durante su mandato el club obtuvo el Campeonato de Primera División 1990/91, y el Torneo Clausura 1992. Además de su mano tendrá su llegada al club Marcelo Bielsa, quién será, (con 2 títulos), el entrenador más ganador de la historia de Newell's Old Boys en materia de torneos nacionales de la AFA.
El presidente del Club Atlético Newell's Old Boys es elegido por sus socios, mediante elecciones que se realizan, actualmente, cada 4 años. Las mismas se celebran entre los tres y seis años posteriores a la elección previa, dependiendo este período del estatuto en curso.
El actual Presidente de Newell's Old Boys es Ignacio Astore, quien ganó las elecciones desarrolladas en septiembre de 2021.

### Comisión Directiva
- Presidente:  Ignacio Astore
- Vicepresidente Primero:  Pablo Allegri
- Vicepresidente Segundo:  Daniel Asturzzi
- Secretaria:

 Sharon Romero
- Pro Secretario:

 Juan Pablo Baiani
- Secretario de Actas:

 Federico Ripani
- Tesorero:

 Hernán Cardozo
- Pro Tesorero:

 Román Milikota
- Vocales Titulares:

 Raúl Supersaxco  Cristian Maderna
 Raúl Pallotti
 Juan José Bartalini
- Vocales Suplentes:

 Agustín Criscenti
 Silvia Bossio
 Fernanda Corte
 Gustavo Beretta
- Manager Futbol:

 Julio César Saldaña
- Comisión Fiscalizadora:
- Titulares:  Fernando Quaranta  Carlos Alonso  Carlos Borgonovo  Daniel Carino  Jorge Roselli
- Suplentes:  Horacio Aguilera  Ainelen Rodríguez Bossio

 Fernando González de Cap
 Verónica Medori
 Jack Solzi
- Dpto. de Marketing y Comercialización:
- Dpto. de Comunicación:
- Dpto. de Prensa:
- Coordinador Futbol Juvenil:
- Coordinador Futbol Infantil:

### La era de López (1994-2008)
Existe controversia en torno a la gestión de Eduardo López, debido entre diversas cosas a que la última elección presidencial de Newell's Old Boys había sido en el año 1994, y desde entonces no se habían vuelto a celebrar las mismas. Los argumentos han sido desde impugnación de listas opositoras a amparos judiciales.
Existen también fuentes que cuestionaron el proceder de la Comisión Directiva, sosteniendo que no hacían públicas las recaudaciones de los encuentros, y que se apoyan en grupos de barra bravas para permanecer en el poder de manera ilegítima. En el año 2006, el Diario Clarín publicó un informe donde reveló que los barrabravas del club tienen en su poder la administración del Estadio Cubierto aledaño al Estadio El Coloso del Parque, a la vez que pusieron en evidencia que los mismos son parte del manejo de pases de futbolistas de las divisiones inferiores.
Además, López fue cuestionado por haber desmantelado las actividades extra-futbolísticas del club por considerarlas deficitarias, como ser los deportes amateur (básquet, hockey, patín, yudo), y las instalaciones aledañas al estadio que solían ser parte del club (parrillas, pileta de natación, canchas de tenis). Al día de hoy, dichas actividades amateur se encuentran organizadas por subcomisiones ajenas a la administración del club, y en algunos casos hasta realizan sus entrenamientos en predios ajenos al club.
En relación con el básquet, si bien su popularidad en el club distaba mucho de la del fútbol profesional, el mismo era considerado el segundo deporte en importancia, aun siendo amateur. Entre los años 1996 y 1999, Newell's Old Boys disputó el Torneo Nacional de Ascenso, 2.° división de la Liga Nacional de Básquet, llegando en el año 1998 a disputar la final por el ascenso frente al Club Belgrano de San Nicolás. Al año siguiente, López vendió al plaza de Newell's Old Boys en el TNA, al considerar que el básquet del club le generaba grandes pérdidas económicas. Desde ese entonces dicha actividad se ha realizado en forma amateur, disputando apenas la 2.° división en los campeonatos de la Asociación Rosarina de Básquet.
Durante el mandato de López y, bajo la modalidad de asociarse como «socio de estadio», la cantidad de socios del club ascendió de 30 000 a 55 000, pero viendo la vida social del club claramente disminuida. La modalidad de «socio de estadio» permitió que los ingresos a las tribunas populares (en las cuales se mira el encuentro de pie) tuvieran un costo semestral equivalente al de una sola entrada tradicional. Las críticas a esta modalidad de ingreso se enfocaron en que los sectores de barrabravas se verían beneficiados con el ingreso más barato y mantendrían su lealtad al actual Presidente.
En el año 2004, los padrones de socios del club fueron embargados por la Justicia debido a irregularidades presentadas en años anteriores. Los mismos constan el ingreso de 10 000 socios en un solo día de 2001 y la desaparición de 20 000 números de socios (que van entre los 180 000 y 200 000).
La sumatoria de todos estos hechos ha generado controversia y malestar entre los socios, hinchas y exfutbolistas de la institución. A partir del año 2007, los hinchas del club comenzaron a movilizarse en pos de la realización de las elecciones, mediante marchas a lo largo de la ciudad de Rosario, conllevando también problemas con los grupos de barrabravas oficialistas. Varios exfutbolistas del club han apoyado también estos movimientos, con el objetivo de encabezar las listas opositoras.
Entre los exfutbolistas de Newell's Old Boys que se oponen a López destacan dos históricos del club: Marcelo Bielsa, exentrenador de la Selección Argentina y exentrenador de la Selección Chilena, y Gerardo Martino, ex-entrenador de la Selección Mexicana. También se suma a la lista de «personalidades famosas» el excanciller de la Argentina, Rafael Bielsa, quien llegó a declarar que «López es el único Presidente de facto que queda en el país».
A principios de 2008, los sectores opositores a la presidencia enviaron una carta al Gobernador de la Provincia de Santa Fe, Hermes Binner, denunciando una serie de irregularidades de la gestión oficial, solicitando la intervención del club, e instando al llamado a elecciones.
Durante esta época surgieron varios movimientos y agrupaciones, como el movimiento «Socios e Hinchas Autoconvocados de Newell's Old Boys» (hoy renombrados como «Autoconvocados de Newell's Old Boys») que hasta la actualidad tienen participación política en el club. También se realizaron diferentes documentales, uno de los cuales fue «Moreno y Córdoba 19 hs», estrenado en 2011.

## Himno
El Himno del Club Atlético Newell's Old Boys fue compuesto por Francisco Sapietro a principios del siglo XX.
En ese entonces, Sapietro, eslabón de una familia totalmente rojinegra, se desempeñaba como delantero en el club. En una oportunidad decidió convocar a dos amigos, Vacaro y Montiroli, a quienes les dijo «vamos a componer para el glorioso unas letras que simbolicen amistad y lealtad».
Y así surgieron las estrofas del himno, cuyo objetivo fue simbolizar pasado y presente de la institución.
- Wikisource contiene obras originales de o sobre Club Atlético Newell's Old Boys.
- Descarga del Himno (wav)

## Escudo

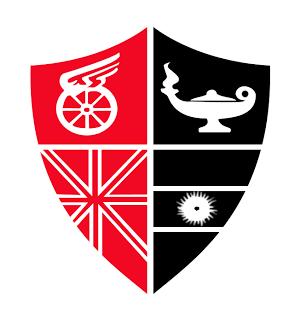
Escudo camiseta alternativa desde 2011 hasta 2017.

El Escudo del Club Atlético Newell's Old Boys está basado en dos colores: el rojo y el negro. La utilización de los mismos data del siglo XIX, cuando Isaac Newell fundó el Colegio Comercial Anglo Argentino.
En aquel entonces, eligió como emblema un escudo dividido en cuatro partes:
- en la superior izquierda, sobre fondo negro, un par de alas de Mercurio (el dios del comercio y la elocuencia en la mitología romana)
- a la derecha, sobre fondo rojo, se recortaba la lámpara de la sabiduría
- en el ángulo inferior izquierdo aparecía la Bandera del Reino Unido de Gran Bretaña e Irlanda .
- y a la derecha se vislumbraba la Bandera de la República Argentina .

Escudo de Newell's Old Boys desde 1989 hasta 2015.

Los colores rojo y negro, que utilizó como fondo para las partes superiores, fueron extraídos de las banderas del Reino Unido, el país de origen de Newell, y de la bandera del Imperio alemán , origen de su esposa, Anna Margreth Jockinsen.
Precisamente, con la combinación de dichos colores se diseñaría tiempo más tarde el primer escudo de Newell's Old Boys, que estuvo a cargo de Ernesto Edwards, y posteriormente se haría lo propio con la casaca deportiva.
Actualmente, el escudo incluye en su interior las siglas “NOB”. En las casacas alternativas del club se utiliza una variación del antiguo Escudo del Colegio Comercial Anglicano fundado por Isaac Newell en 1884, este es utilizado desde 2011 al presente.

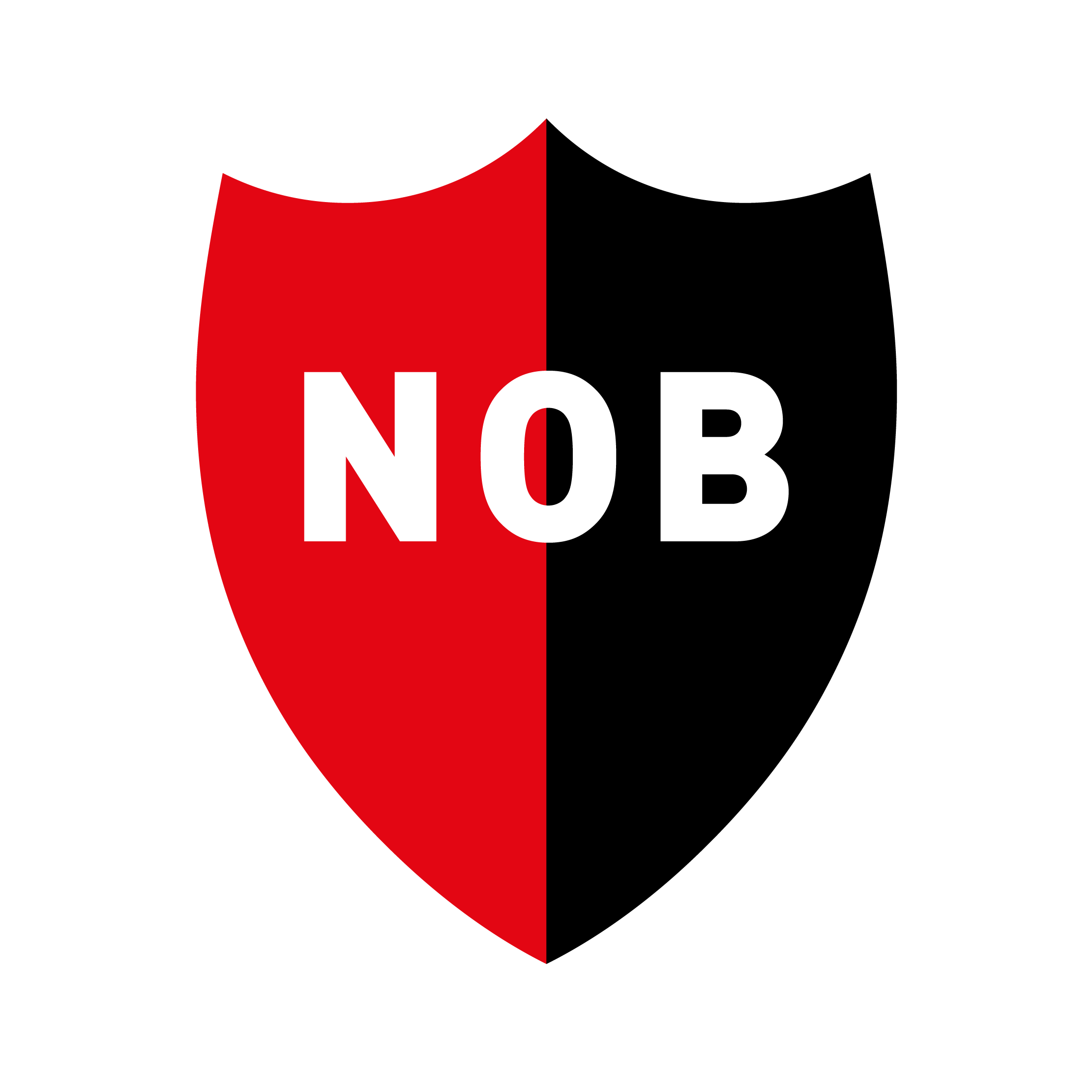
Escudo actual de Newell's Old Boys.

El 19 de junio de 2015, el club, con motivo de modernizar la imagen de la institución, rediseñó el escudo que había estado utilizando en la última década (el que contenía las siglas NOB en diagonal desde izquierda a derecha, de arriba hacia abajo). El nuevo escudo estuvo a cargo del prestigioso artista e hincha leproso Ronald Shakespear, quien realizó junto a su hijo Juan Shakespear y el equipo de Estudio Shakespar. Así, de este modo, el nuevo escudo queda con un retoque estético más moderno, con un cambio en la forma de colocar las siglas y un cambio de tipografía, es el que utiliza el Club Atlético Newell's Old Boys.
Su escudo ha sido incluido entre los 100 mejores emblemas de fútbol en el mundo, según la revista inglesa Four Four Two. El reconocimiento se dio por su simplicidad, sus colores y su conexión con Messi y Maradona. Boca, River y San Lorenzo completan el podio de los escudos argentinos,siendo el único club del interior del país en obtener tal distinción y reconocimiento mundial.

## Uniforme
Entre los años 1884 y 1902 en el Colegio Comercial Anglicano Argentino, institución que a la postre albergaría al club. Los alumnos de los años superiores participaban de torneos de fútbol intra-escolares. Por lo cual existían varios diseños de camisetas, pero todos portando el mismo escudo (el antiguo escudo del Colegio). La elección de colores en los uniformes se debe a una única o a la conjunción de nacionalidades de la cual eran provenientes los jóvenes alumnos del Colegio (nacionalidad de los estudiantes: criolla (argentina), italiana, española, francesa, uruguaya, británica (inglesa, galesa, escocesa e irlandesa), alemana, austriaca, paraguaya, brasileña, portuguesa, árabe, belga, neerlandesa, turca, rumana, chilena y sueca); La gran variedad de nacionalidades de los estudiantes, se debe a que por esa época, según los censos realizados por el Departamento de inmigración nacional, en los años 1887, 1895, y 1900, en la ciudad de Rosario, aproximadamente el 45,9 % de sus vecinos eran extranjeros. A continuación diseños que se conocen:
|  |  |  |  |  |  |  |

Desde 1903 el uniforme titular de Newell's Old Boys toma como base para su diseño los colores del escudo del club.
Uniforme titular: camiseta con dos mitades verticales rojo a la derecha y negro a la izquierda, pantalón negro y medias negras con detalles en rojo.
Uniforme alternativo: camiseta, pantalón y medias de color blanco, con detalles menores en rojo y negro.
| Titular | Alternativo |  |

La indumentaria de Newell's Old Boys es provista por la empresa «Givova», quien brinda desde el uniforme deportivo hasta la ropa extra-deportiva. A su vez, la casaca es patrocinada por el grupo «City Center», de la cual lleva el logo en color blanco en el centro de la misma.
Si bien a lo largo de su historia el uniforme de Newell's Old Boys no ha sufrido cambios significativos, entre los años 1996 y 1997 la empresa «Adidas», quien por ese entonces era la encargada de proveer la indumentaria al club, lanzó una serie de camisetas alternativas, las cuales reemplazaron temporalmente a la camiseta titular.

### Evolución

#### Uniformes titulares
| 1903-79 | 1979-85 | 1983 | 1985-93 | 1994 | 1994-95 | 1995-96 | 1996-97 | 1997-98 | 1999 |

| 1999-2000 | 2000-02 | 2002-03 | 2003-04 | 2004 | 2005 | 2005-06 | 2007-08 | 2008-09 | 2009-10 |

| 2010-11 | 2012-13 | 2014-15 | 2015-16 | 2016-17 | 2018 | 2019 | 2020-21 | 2021 | 2022 |

| 2023 | 2024 | 2025 |

#### Uniformes suplentes
| 1903-78 | 1979-82 | 1983-85 | 1985-87 | 1987-88 | 1988-90 | 1990-92 | 1993-94 | 1994-95 | 1996-98 |

| 1999 | 1999-2000 | 2000-02 | 2002-03 | 2003-04 | 2004 | 2005 | 2005-06 | 2007-08 | 2008-09 |

| 2010 | 2010-11 | 2012-13 | 2014-15 | 2015-16 | 2016-17 | 2018 | 2019 | 2020-21 | 2021 |

| 2022 | 2023 | 2024 | 2025 |

#### Uniformes terceros
| 1999 | 1999-2000 | 2002-03 | 2003-04 | 2004 | 2005 | 2010-11 | 2012-13 | 2013 |

| 2014 | 2018 | 2019 | 2020 | 2020-21 | 2021 | 2022 | 2024 |

### Patrocinio
| Período   | Proveedores | Origen                  |
| --------- | ----------- | ----------------------- |
| 1903-1978 | -           | -                       |
| 1979-1998 | Adidas      | Bandera de Alemania     |
| 1999-2000 | Luanvi      | Bandera de España       |
| 2000-2002 | Mitre       | Bandera del Reino Unido |
| 2002-2005 | TBS         | Bandera de Francia      |
| 2005-2015 | Topper      | Bandera de Brasil       |
| 2015-2017 | Adidas      | Bandera de Alemania     |
| 2018-2021 | Umbro       | Bandera del Reino Unido |
| 2022-2023 | Givova      | Bandera de Italia       |
| 2024-Act. | Aifit       | Bandera de Chile        |

| Período   | Patrocinadores               | Origen                                   |
| --------- | ---------------------------- | ---------------------------------------- |
| 1987-1988 | Lotería de Santa Fe          | Bandera de Argentina                     |
| 1988      | Banco Provincial de Santa Fe | Bandera de Argentina                     |
| 1988-1989 | Canal 5 de Rosario           | Bandera de Argentina                     |
| 1989-1990 | Austral                      | Bandera de Argentina                     |
| 1990-1994 | Yamaha                       | Bandera de Japón                         |
| 1995-1998 | -                            | -                                        |
| 1998-2002 | Diario La Capital            | Bandera de Argentina                     |
| 2002-2005 | Transatlántica               | Bandera de Argentina · Bandera de España |
| 2005-2009 | Paladini                     | Bandera de Argentina                     |
| 2009-2013 | Motomel                      | Bandera de Argentina · Bandera de Chile  |
| 2014-2016 | Banco Ciudad                 | Bandera de Argentina                     |
| 2016-2017 | Banco Municipal              | Bandera de Argentina                     |
| 2018-2019 | Grupo Márquez                | Bandera de Argentina                     |
| 2020-2021 | Banco Municipal              | Bandera de Argentina                     |
| 2021      | Adelante                     | Bandera de Argentina                     |
| 2022-Act. | City Center                  | Bandera de Argentina                     |

## Clásico Rosarino
El clásico rosarino, la rivalidad entre Newell's Old Boys y Rosario Central, cuenta con una rica trayectoria, que comenzó en el año 1905, cuando se enfrentaron por primera vez en la historia, con victoria de los rojinegros por 1 a 0. A lo largo de la historia, se han realizado decenas de estos encuentros abarcando diferentes instancias como: Liga Rosarina de Fútbol, Asociación Rosarina de Fútbol, torneos nacionales de AFA, copas nacionales e internacionales de CONMEBOL, y encuentros amistosos.
La gran rivalidad histórica con que se vive dicho encuentro, lo cataloga como uno de los más atractivos y pasionales de la Argentina.
No existe un registro oficial sobre el total de los clásicos a lo largo de los más de 100 años de enfrentamientos, por lo que es habitual encontrar diferentes fuentes que intentan reflejar las instancias de cruce. Una fuente que intenta recopilar la totalidad de los mismos es el sitio web Fútbol de Rosario, que en diciembre de 2007 hizo un recuento histórico del clásico, desde 1905 hasta aquel 2007. El mismo recopila tanto los encuentros oficiales (tanto locales, como nacionales e internacionales), como los amistosos, e incluye también los encuentros de divisiones inferiores.
Dos fuentes que intentan recopilar la totalidad de los resultados son dos publicaciones del Diario La Capital, una del año 2007, y la otra de 2008.
Otra fuente que intenta recopilar los mismos es la del sitio web Promiedos.com, donde detalla solo los clásicos oficiales disputados en Primera División desde el comienzo de los torneos nacionales de AFA (1939 hasta el día de hoy), pero no incluye los referidos a copas nacionales de AFA ni a los pertenecientes a copas internacionales oficiales de CONMEBOL.

### Números totales
Actualizado al 16 de febrero de 2025 por el Torneo de la Liga Profesional 2025.
A 2025, Rosario Central lleva la delantera en el historial del clásico por 20 partidos.Recopilando los datos publicados en «Historia en Azul y Amarillo», suplemento editado por el Diario La Capital de Rosario en 2010 —y que tiene su correlato en «Historia en Rojo y Negro»—, cuyo autor es el reconocido estadígrafo del fútbol rosarino Carlos Durhand, con la colaboración de Javier Parenti y Víctor Khury, se desprenden los siguientes números—se incorporan los resultados de los partidos posteriores a 2010.
| Competición                                                | P.J.  | Ganó RC | P.E. | Ganó NOB | Goles RC | Goles NOB |
| ---------------------------------------------------------- | ----- | ------- | ---- | -------- | -------- | --------- |
| Copa Libertadores de América                               | 3     | 1       | 2    | 0        | 3        | 2         |
| Copa Sudamericana                                          | 2     | 1       | 1    | 0        | 1        | 0         |
| Total partidos internacionales                             | 5     | 2       | 3    | 0        | 4        | 2         |
| Primera División de Argentina                              | 177** | 55      | 77   | 43       | 210      | 183       |
| Copa de la Liga Profesional                                | 4     | 3       | 0    | 1        | 5        | 1         |
| Copa Argentina                                             | 5     | 3       | 2    | 0        | 5        | 3         |
| Copa Centenario de la AFA                                  | 2     | 0       | 0    | 2        | 0        | 3         |
| Copa de Competencia Británica                              | 2     | 2       | 0    | 0        | 7        | 4         |
| Copa Beccar Varela                                         | 1     | 1       | 0    | 0        | 1        | 0         |
| Copa de Honor "Municipalidad de la Ciudad de Buenos Aires" | 5     | 1       | 0    | 4        | 16       | 13        |
| Copa de Competencia Jockey Club                            | 1     | 1       | 0    | 0        | 3        | 1         |
| Total partidos nacionales                                  | 196** | 65      | 79   | 50       | 245      | 207       |
| Copa Santa Fe                                              | 2     | 0       | 2    | 0        | 0        | 0         |
| Total partidos provinciales                                | 2     | 0       | 2    | 0        | 0        | 0         |
| Copa Santiago Pinasco                                      | 4*    | 0       | 2    | 2        | 3        | 10        |
| Copa Nicasio Vila                                          | 43    | 19      | 9    | 15       | 93       | 56        |
| Torneo Gobernador Luciano Molinas                          | 17    | 3       | 6    | 8        | 20       | 31        |
| Copa Damas de Caridad                                      | 2     | 1       | 0    | 1        | 0        | 1         |
| Copa Estímulo                                              | 3     | 1       | 1    | 1        | 4        | 4         |
| Torneo Preparación                                         | 4     | 3       | 1    | 0        | 8        | 4         |
| Torneo Ivancich                                            | 2     | 2       | 0    | 0        | 4        | 2         |
| Total partidos regionales                                  | 75    | 29      | 19   | 27       | 132      | 108       |
| Total partidos oficiales                                   | 279** | 97      | 103  | 77       | 383      | 318       |
| Amistosos                                                  | 83    | 31      | 22   | 30       |          |           |
| Total partidos oficiales + amistosos                       | 362   | 128     | 125  | 107      |          |           |

- En todos los casos se consideran los partidos oficiales que enfrentaron a ambos clubes.
- Dentro de la era amateur se consideran los siguientes torneos: en la órbita rosarina: Copa Santiago Pinasco 1905 y 1906 —esta copa se consideró de segunda división, por lo que Central no pudo presentar su primer equipo, que disputaba copas nacionales—, Copa Nicasio Vila 1907 a 1931, y Copa Estímulo 1922, 1924 y 1925. En el ámbito nacional de esta era: Copa Competencia 1918, y Copa de Honor 1909, 1911, 1912, 1916 y 1918.
- En la era profesional de la Rosarina se incluyen los resultados de los siguientes torneos: Torneo Gobernador Luciano Molinas de 1931 a 1938, Torneo Estímulo 1933, Torneo Preparación desde 1934 a 1936 y Torneo Ivancich 1937 y 1938.
- En la etapa de Primera de AFA se incluyen los siguientes torneos: Primera División de Argentina 1939 a la fecha. A su vez, por las copas de AFA de esta era se incluyen: Copa Beccar Varela 1933, Copa Británica 1946 y 1948, Copa Argentina 1969, 1970 y 2018, Copa de la Liga Profesional y Copa Centenario de la AFA 1993.
- En los torneos de la C.S.F. se incluyen: Copa Libertadores 1975 y Copa Sudamericana 2005.

## Estadio

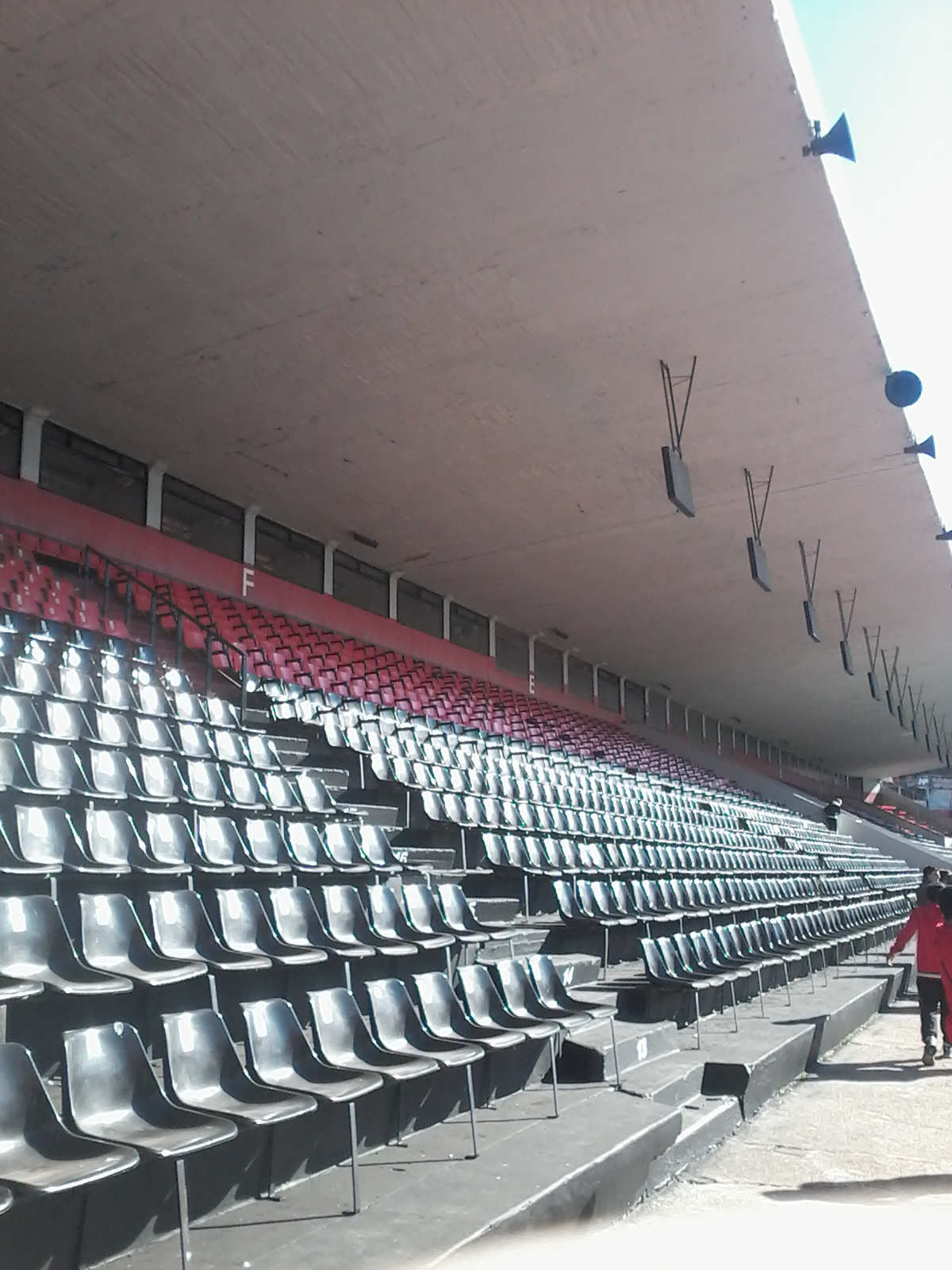
La tribuna «Gerardo Martino» es la más longeva del país con visera.

El «Estadio Marcelo Alberto Bielsa» se encuentra ubicado en la ciudad de Rosario, más precisamente en el Parque de la Independencia. Fue inaugurado el 23 de julio de 1911 y, a través de numerosas reformas, logró alcanzar la actual capacidad de 49 000 espectadores.
En 1996 sufrió una gran transformación que incluyó importantes reformas, y que culminó con la inauguración de dos nuevas bandejas (una platea alta y una popular alta), alcanzando así la capacidad antes mencionada. Estas reformas incluyeron también un sistema de riego por aspersión, la actualización de las luminarias, la incorporación de 4 torres de alumbrado, la ampliación del campo de juego a su actual 105 x 70 metros, y la incorporación de sistemas de seguridad y vigilancia.
Debido a sus comodidades, en conjunto con ciertas normativas internacionales vigentes (poseer 4 vestuarios), la Asociación del Fútbol Argentino (AFA) lo designó como una de las sedes de la Copa Mundial de Fútbol Sub-20 de 2001, disputada en Argentina.
El 22 de diciembre de 2009, en un acto homenaje a Marcelo Bielsa, contando con su presencia, el estadio pasó a llamarse como el idolatrado extécnico rojinegro. A su vez, la platea de la vieja visera adoptó el nombre de Gerardo Martino, el «Tata», también presente en los festejos.

## Instalaciones
Las Instalaciones del Club Atlético Newell's Old Boys incluyen, además del Estadio El Coloso del Parque, los siguientes ambientes deportivos:

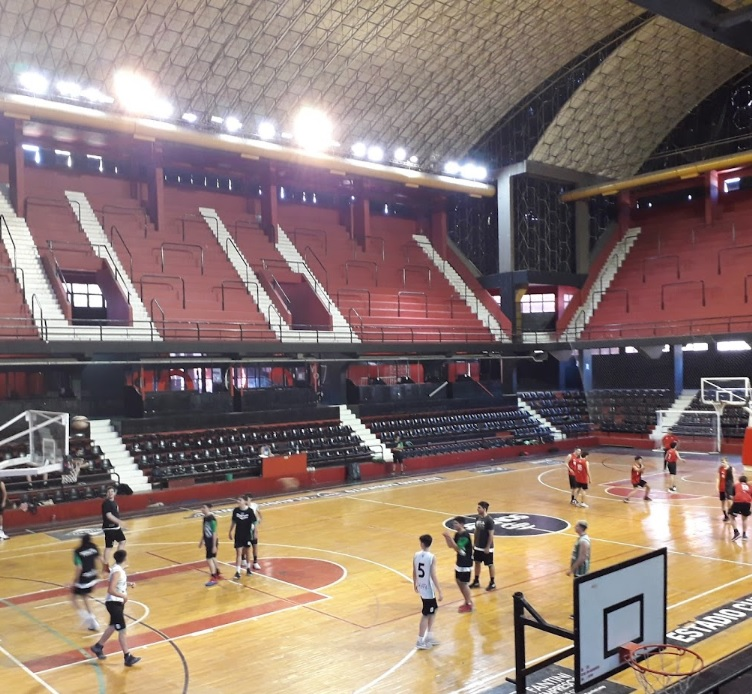
Estadio cubierto Claudio Newell

- Estadio cubierto Claudio NewellEstadio Cubierto «Dr. Claudio. L. Newell»: complejo polideportivo con capacidad para 11 000 epectadores, en el cual se han celebrado destacados eventos como ser el Mundial de Básquet de 1990 o la Liga Mundial de Vóley entre los años 1997 y 2002. Fue inaugurado el 27 de septiembre de 1982.[89]
- Predio La Ilusión: centro de descanso y concentración ubicado en Ricardone (localidad aledaña a la ciudad de Rosario). Se extiende a 3 hectáreas en total, cuenta con una edificación principal con 18 habitaciones, La piscina y dos canchas de fútbol para la práctica profesional. A 2024 el complejo no está operativo y está en consideración para darle una nueva función.
- Complejo Malvinas Argentinas: su infraestructura cuenta con cuatro canchas de fútbol infantil, en las que practican unos mil chicos de hasta 12 años de edad.En el lugar funciona el Consultorio de Malvinas donde funcionan áreas de Psicología, Odontología y Nutrición.
- Casa de Juveniles: cuenta con dos casas para alojamiento de juveniles de todo el país, que de esta manera cuentan con las mejores comodidades para residir en Rosario y formar parte de las inferiores de la institución. Ambas pensiones están ubicadas debajo de las plateas del sector este del Estadio «Marcelo Alberto Bielsa». En un primer piso se encuentra la casa «Armando Botti», con capacidad para más de 40 chicos de 13 a 16 años de edad. Cuenta con cocina, sala de estar e informática y dormitorios preparados con el mayor cuidado. En planta baja se sitúa la casa «Juan Carlos Montes», con disposición para 40 jóvenes futbolistas de 16 a 18 años. Este espacio posee 10 habitaciones cuádruples, un living de recreación, una sala de estudios, baños y vestuarios de primera calidad, una amplia cocina y un espacio reservado para quienes se ocupan del cuidado de los adolescentes que allí viven.
- Sede Social: se ubica, al igual que los estadios y otras dependencias, en el Parque Independencia. Se encuentran oficinas administrativas y de Comisión Directiva, la oficina Atención al Socio, espacios para la práctica de diferentes deportes, una Tienda Oficial, el restobar La Visera, un sector con un gran quincho y un sector de parrilleros, piletas para distintas edades.
- Complejo Polideportivo "Jorge B. Griffa" (ex-Bella Vista): espacio deportivo con complejo habitacional que alberga a cada uno de los futbolistas en crecimiento, y donde entrena el plantel profesional, ubicado en Bella Vista (barrio de la zona oeste de la ciudad). El Centro Griffa cuenta con más de diez canchas de fútbol en excelentes condiciones, en las que practican la primera división y todas las categorías de las divisiones juveniles que compiten en distintos torneos; y con una cancha de hockey. Gracias a esto, en agosto de 2018 se inaugura una nueva y espaciosa sala de prensa (con capacidad para 9 periodistas sentados). La construcción de esta sala implicó la remodelación completa de un container anteriormente utilizado para la importación de muñecos procedentes de la República Popular China.[90]En 2020, se incorporarán 3,5 hectáreas que fueron recuperadas para el patrimonio del club, y que llevarán a casi 15 hectáreas la dimensión total del predio.
- Hotel Jorge Griffa: La totalidad de la construcción del hotel fue una donación de Marcelo Alberto Bielsa, en un enorme gesto de pertenencia y sentimiento por el club de sus amores, su construcción costó unos 2.500.000 dólares que salieron del bolsillo de Bielsa. El diseño corrió por parte del estudio conducido por la arquitecta María Eugenia Bielsa, hermana del director técnico. El hotel cuenta con cinco pisos en un predio de 2.000 metros cuadrados con 12 habitaciones para jugadores más habiaciones para DT y el cuerpo técnico.[91][92]

A 2024, todas las intalaciones del club se encuentra conectadas a Internet por fibra óptica y tecnología FTTH.

## Hinchada

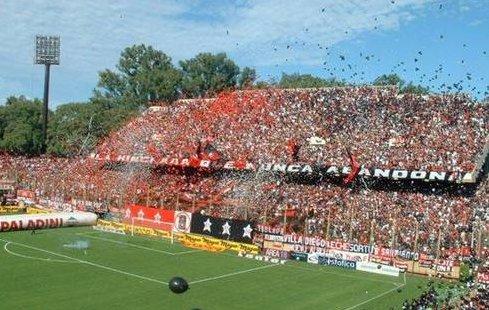
Tribuna sur: Diego A. Maradona.

La hinchada del Club Atlético Newell's Old Boys es una de las de más convocatoria en Argentina. En 2013 la Conmebol le otorgó a la Lepra el título de “Club con mejor asistencia de público” en la Copa Libertadores de ese año, con 41 747 espectadores de promedio. Ni los finalistas pudieron superarlo.
Cuenta con ciertos rituales propios, como ser el «Banderazo», congregación de hinchas al Coloso del Parque para alentar al equipo cada vez que se acerca el clásico de la ciudad, o el festejo del «Día del Amigo Leproso», el cual se festeja el día 21 de julio (fecha de cumpleaños de Marcelo Bielsa) e incluye entre sus acciones la colocación de carteles a lo largo y ancho de la ciudad.
En el año 2004 la hinchada del Newell's Old Boys protagonizó la movilización de público más grande en el mundo de una ciudad a otra en un partido de fútbol en Argentina. El 12 de diciembre de 2004 cerca de 40 000 hinchas leprosos asistieron al encuentro entre el Club Atlético Independiente de Avellaneda y Newell's Old Boys terminando el partido 2-0 a favor de los locales. Pese a la derrota, el conjunto de Newell's Old Boys salió campeón del Torneo Apertura 2004.
El encuentro fue disputado en el Estadio La Doble Visera, antiguo estadio del Club Atlético Independiente de Avellaneda el cual contaba con una capacidad para 52 000 espectadores. Aproximadamente el 80 % del estadio fue ocupado por hinchas de Newell's Old Boys los cuales se mezclaron en varias tribunas con el público local, situación que solo fue posible gracias a la buena relación existentes entre ambas parcialidades en aquel año.
Tal fue la repercusión de aquel suceso que dio origen a un libro de ficción: "39 999 y Yo" el cual se gestó a través de un concurso de relatos organizado por el propio club. Los relatos recopilados en el libro fueron creados por hinchas que formaron parte de la multitudinaria movilización y que cuentan sus vivencias personales en la misma.
En el año 1993, la hinchada de Newell's Old Boys realizó la mayor asistencia de público en un entrenamiento. Tuvo lugar en el Estadio Marcelo Bielsa el 13 de septiembre donde asistieron más de 35 000 hinchas. El primer entrenamiento de Diego Maradona en la institución fue el motivo de esta gran repercusión
En julio de 2014, la consultora brasileña Pluri realizó un ranking de los 60 clubes que más público llevaron a los estadios como local en todo el continente americano en la temporada 2013/14. Newell's Old Boys se ubicó en el 7.º lugar (y 4.º en Argentina), con un promedio de 35 235 personas por partido como local, alcanzando una ocupación promedio del 84 % de su estadio.
En diciembre de 2014 el sitio español Underground Football realizó un ranking de los 100 clubes que más público llevaron a los estadios como local en todo el mundo durante el año 2014. Newell's Old Boys se ubicó en la posición 40.º a nivel mundial, mientras que fue el tercero con mayor promedio de convocatoria a nivel nacional.
En septiembre de 2014 el Diario Marca de España, eligió a las mejores aficiones del mundo. Basándose en distintos aspectos los integrantes de la lista son: Boca Juniors, Racing Club, Newell's Old Boys, Flamengo de Brasil, Borussia Dortmund de Alemania y Liverpool de Inglaterra. Acerca de la parcialidad rojinegra destacan “es una de las hinchadas más entregadas de Argentina para dar fuerza a los suyos en los momentos más difíciles".
Sin embargo, al igual que la gran mayoría de los equipos del fútbol argentino, Newell's Old Boys cuenta en su hinchada con la presencia de barrabravas. En el año 2007, el diario Olé publicó un informe referido puntualmente a los barrabravas de Newell's Old Boys, detallando la historia del actual liderazgo de la barrabrava rojinegra, y el camino que siguieron para llegar al poder, incluyendo también menciones sobre la relación con la dirigencia del club en esos años.
A lo largo de su historia ha inspirado el surgimiento de diferentes instituciones deportivas en honor al club, como ser el «Club Atlético Newell's Old Boys de Porto Alegre», fundado en 1992 a mano de un grupo de hinchas del São Paulo FC, el «Club Atlético y Biblioteca Newell's Old Boys» de Laguna Larga, el cual surgió en el año 1945 por iniciativa de dos residentes del lugar y con la ayuda de un viajante rosarino. O el «Club Atlético Newells Old Boys de El Calafate», refundado en 2013, que cuenta con una escuela de divisiones inferiores y un equipo de primera división que compite en la liga calafateña.

## Datos del club

### Amateurismo
Resumen estadístico de la era amateur del fútbol rosarino (1905-1930)

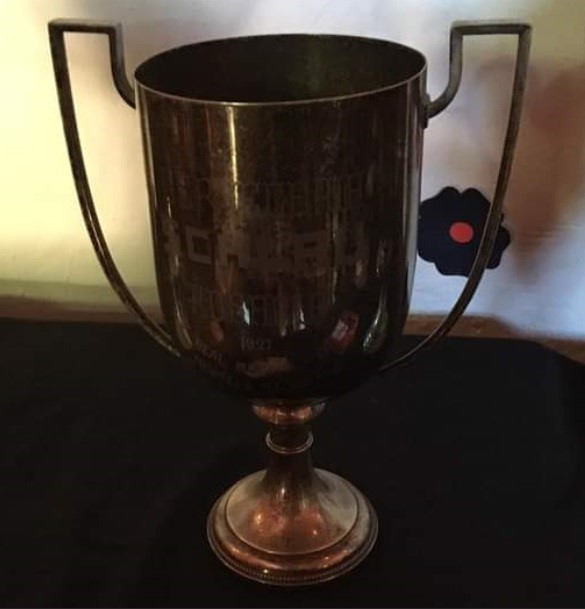
Copa Schlau de 1927 ganada al Real Madrid.

#### Torneos regionales
Primera División de Rosario
- Temporadas en Primera División de Rosario: 24 (1907-1930).
- Mejor ubicación en Primera División: 1.º, en nueve ocasiones (1907, 1909, 1910, 1911, 1913, 1918, 1921, 1922 y 1929).
- Peor ubicación en Primera División: 7.º (entre 11 en 1914, y entre 15 en 1924).
- Ubicación en la tabla histórica de Primera División de Rosario: 1.º
  - Partidos disputados: 412.
  - Partidos ganados: 284.
  - Partidos empatados: 54.
  - Partidos perdidos: 74.
  - Puntos sumados: 622.
- Goles en Primera División:
  - A favor: 1051.
  - En contra: 409.
- Récords en Primera División
  - Mayor serie invicta: ¿?
  - Mayor goleada a favor: 14-1 contra Talleres de Villa Gobernador Gálvez en 1926[96]
  - Mayor goleada en contra: 0-9 con Rosario Central, en 1917.

- Jugador con más goles anotados en la era amateur: Manuel González, con al menos 163 goles documentados.[97]

Segunda División de Rosario
- Temporadas en Segunda División de Rosario: 2 (1905-1906).
- Mejor ubicación en Segunda División: 1.º, en dos ocasiones (1905 y 1906).
- Peor ubicación en Segunda División: 1.º, en dos ocasiones (1905 y 1906).
  - Partidos disputados: 22.
  - Partidos ganados: 18.
  - Partidos empatados: 4.
  - Partidos perdidos: 0.
- Goles en Segunda División:
  - A favor: 86.
  - En contra: 7.
  - Mayor goleada a favor: 25-0 a Provincial, en 1906.

#### Participación en Campeonato Local (LRF)
| Competencia                    | Detalle          |
| Competencia                    | Campeonato Local |
| ------------------------------ | ---------------- |
| Segunda División Rosarina 1905 | Campeón          |
| Segunda División Rosarina 1906 | Campeón          |
| Primera División Rosarina 1907 | Campeón          |
| Primera División Rosarina 1908 | 2.°              |
| Primera División Rosarina 1909 | Campeón          |
| Primera División Rosarina 1910 | Campeón          |
| Primera División Rosarina 1911 | Campeón          |
| Primera División Rosarina 1912 | 3.° (*)          |
| Primera División Rosarina 1913 | Campeón          |
| Primera División Rosarina 1914 | 2.°              |
| Primera División Rosarina 1915 | 7.°              |
| Primera División Rosarina 1916 | 7.°              |
| Primera División Rosarina 1917 | 5.°              |
| Primera División Rosarina 1918 | Campeón          |
| Primera División Rosarina 1919 | 2.°              |
| Primera División Rosarina 1920 | 2.°              |
| Primera División Rosarina 1921 | Campeón          |
| Primera División Rosarina 1922 | Campeón          |
| Primera División Rosarina 1923 | 2.°              |
| Primera División Rosarina 1924 | 7.°              |
| Primera División Rosarina 1925 | 2.°              |
| Primera División Rosarina 1926 | 2.°              |
| Primera División Rosarina 1927 | 3.°              |
| Primera División Rosarina 1928 | 2.°              |
| Primera División Rosarina 1929 | Campeón          |
| Primera División Rosarina 1930 | 3.°              |

- Hacia fines de 1912 se produce una división en el fútbol rosarino, y varios clubes que eran parte de la LRF pasan a conformar la FRF. Los clubes, CATFA y CARC, desgajaron la liga a mitad de Campeonato, solo habiéndose jugado hasta la fecha n.º 8. Luego le siguieron paso los clubes novatos de CAS, CA 1.º de Mayo y CABSF. Por lo cual éste fue suspendido, y no terminó de disputarse.

#### Participación en Copas Rioplatenses (AFA/AUF)-Era Amateur

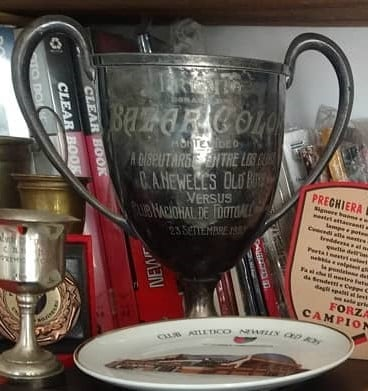
Copa Bazar Colón 1923.

| Competencia                  | Detalle    |
| ---------------------------- | ---------- |
| Copa de Honor Cousenier 1911 | Subcampeón |

### Profesionalismo
Resumen estadístico de la era profesional del fútbol rosarino (1931-1938)

#### Torneos regionales
Primera División de Rosario
- Temporadas en Primera División de Rosario: 8 (1931-1938).
- Mejor ubicación en Primera División: 1.º, en cuatro ocasiones (1931, 1933, 1934 y 1935).
- Peor ubicación en Primera División: 3.º (entre 8, en 1938).
- Ubicación en la tabla histórica de Primera División de Rosario: 1.º
  - Partidos disputados: 136.
  - Partidos ganados: 91.
  - Partidos empatados: 29.
  - Partidos perdidos: 16.
  - Puntos sumados: 211.
- Goles en Primera División:
  - A favor: 405.
  - En contra: 151.
- Récords en Primera División
  - Mayor serie invicta: 21 partidos, desde el 11 de septiembre (17.ª fecha) de 1932, hasta el 10 de septiembre (13.ª fecha) de 1933.
  - Mayor goleada a favor: 11-0 a Washington, el 14 de julio de 1935.
  - Mayor goleada en contra: 1-4 con Argentino, el 25 de agosto de 1935.

##### Participación en Campeonato Local (ARF)
| Competencia                    | Detalle          |
| Competencia                    | Campeonato Local |
| ------------------------------ | ---------------- |
| Primera División Rosarina 1931 | Campeón          |
| Primera División Rosarina 1932 | 2.°              |
| Primera División Rosarina 1933 | Campeón          |
| Primera División Rosarina 1934 | Campeón          |
| Primera División Rosarina 1935 | Campeón          |
| Primera División Rosarina 1936 | 2.°              |
| Primera División Rosarina 1937 | 2.°              |
| Primera División Rosarina 1938 | 4.°              |

#### Torneos nacionales de la AFA
Resumen estadístico del club en los torneos nacionales de la AFA (1939-presente)
Primera División de Argentina:
- Temporadas en Primera División: 85 (1939-1960; 1964-actualidad).
- Mejor ubicación en Primera División: 1.º, en seis ocasiones[98] (1974, 1987/88, 1990/91, 1992, 2004 y 2013).
- Peor ubicación en Primera División: 20.º (entre 20, en el Torneo Apertura 1992).
- Ubicación en la tabla histórica de Primera División: 8.º (tras los denominados «cinco grandes», Vélez Sarsfield y Estudiantes de La Plata).
- Récords en Primera División
  - Mejor serie invicta en partidos de Primera División: 24 (Campeonato 1985/86, quinta marca más importante del fútbol argentino).
  - Jugador con más goles anotados en Primera División: Víctor Ramos, con 104 goles en 253 partidos.
  - Jugador con más partidos disputados en Primera División: Gerardo Martino, con 505 cotejos jugados entre (1980-1990; 1991-1994; 1995-1996).
  - Mayor goleada a favor en Primera División: 9-0 a Huracán CR, el 20 de octubre de 1971.
  - Mayor goleada en contra en Primera División: 0-8 con Estudiantes de La Plata, el 29 de abril de 1951.

* Cabe aclarar que Newell's Old Boys (igual que Rosario Central) recién fue incorporado en el año 1939 y perdió 8 temporadas de Primera División (1931-1938).
Segunda División
- Temporadas en Segunda División: 3 (1961-1963).
- Mejor ubicación en Segunda División: 5.º, en dos ocasiones (1961 y 1962).
- Peor ubicación en Segunda División: 6.º (entre 17, en el 1963).
  - Partidos disputados: 100.
  - Partidos ganados: 50.
  - Partidos empatados: 20.
  - Partidos perdidos: 30.
  - Puntos sumados: 120.
- Goles en Segunda División:
  - A favor: 193.
  - En contra: 130.
- Récords en Segunda División
  - Mayor serie invicta: 13 partidos, desde el 11 de noviembre (30.ª fecha) del Campeonato 1961, hasta el 26 de mayo (9.ª fecha) del Campeonato 1962.
  - Mayor goleada a favor en Segunda División: 8-1 a Dock Sud, el 8 de julio de 1962.
  - Mayor goleada en contra en Segunda División: 2-6 con Los Andes, el 8 de diciembre de 1962.

* Newell's Old Boys obtuvo el torneo de Segunda División (1961), pero no fue reconocido como campeón, dado que le descontaron 10 puntos debido a una acusación de incentivación, lo que lo relegó a la quinta posición, decretándose de esta manera campeón a Quilmes, que había obtenido el segundo puesto. Posteriormente Newell's Old Boys inició una investigación judicial que derivó en un juicio público, que el club ganó abiertamente, regresando a Primera División en 1964.

##### Participación en Campeonato Local (AFA)
| \| Competencia \| Detalle \| \| Competencia \| Campeonato Local \| \| --------------------- \| ---------------- \| \| Campeonato 1939 \| 4.° \| \| Campeonato 1940 \| 8.° \| \| Campeonato 1941 \| 3.° \| \| Campeonato 1942 \| 4.° \| \| Campeonato 1943 \| 12.° \| \| Campeonato 1944 \| 9.° \| \| Campeonato 1945 \| 8.° \| \| Campeonato 1946 \| 10.° \| \| Campeonato 1947 \| 12.° \| \| Campeonato 1948 \| 5.° \| \| Campeonato 1949 \| 5.° \| \| Campeonato 1950 \| 11.° \| \| Campeonato 1951 \| 11.° \| \| Campeonato 1952 \| 15.° \| \| Campeonato 1953 \| 15.° \| \| Campeonato 1954 \| 11.° \| \| Campeonato 1955 \| 13.° \| \| Campeonato 1956 \| 10.° \| \| Campeonato 1957 \| 9.° \| \| Campeonato 1958 \| 15.° \| \| Campeonato 1959 \| 6.° \| \| Campeonato 1960 \| 16.° \| \| Primera B 1961 \| 5.° \| \| Primera B 1962 \| 5.° \| \| Primera B 1963 \| 6.° \| \| Campeonato 1964 \| 16.° \| \| Campeonato 1965 \| 11.° \| \| Campeonato 1966 \| 11.° \| \| Metropolitano 1967 \| Fase de grupos \| \| Reclasificatorio 1967 \| 1.° \| \| Metropolitano 1968 \| Fase de grupos \| \| Promocional 1968 \| 2.° \| \| Metropolitano 1969 \| Fase de grupos \| \| Reclasificatorio 1969 \| 6.° \| \| Metropolitano 1970 \| 5.° \| \| Nacional 1970 \| Fase de grupos \| \| Metropolitano 1971 \| 4.° \| \| Nacional 1971 \| Semifinales \| \| Metropolitano 1972 \| 7.° \| \| Nacional 1972 \| Fase de grupos \| \| Metropolitano 1973 \| 14.° \| \| Nacional 1973 \| Fase de grupos \| \| Metropolitano 1974 \| Campeón \| \| Nacional 1974 \| 8.° \| \| Metropolitano 1975 \| 10.° \| \| Nacional 1975 \| Fase de grupos \| \| Metropolitano 1976 \| 6.° \| \| Nacional 1976 \| Cuartos de final \| \| Metropolitano 1977 \| 7.° \| \| Nacional 1977 \| Semifinales \| \| Metropolitano 1978 \| 7.° \| \| Nacional 1978 \| Fase de grupos \| \| Metropolitano 1979 \| Fase de grupos \| \| Nacional 1979 \| Fase de grupos \| \| Metropolitano 1980 \| 6.° \| \| Nacional 1980 \| Semifinales \| \| Metropolitano 1981 \| 3.° \| \| Nacional 1981 \| Fase de grupos \| \| Nacional 1982 \| Fase de grupos \| \| Metropolitano 1982 \| 4.° \| \| Nacional 1983 \| Octavos de final \| \| Metropolitano 1983 \| 9.° \| \| Nacional 1984 \| Cuartos de final \| \| Metropolitano 1984 \| 7.° \| \| Nacional 1985 \| Semifinales \| \| Campeonato 1985/86 \| 2.° \| \| Campeonato 1986/87 \| 2.° \| \| Campeonato 1987/88 \| Campeón \| \| Campeonato 1988/89 \| 12.° \| \| Campeonato 1989/90 \| 12.° \| \| Campeonato 1990/91 \| Campeón \| \| Apertura 1991 \| 18.° \| \| Clausura 1992 \| Campeón \| \| Apertura 1992 \| 20.° \| \| Clausura 1993 \| 19.° \| \| Apertura 1993 \| 15.° \| \| Clausura 1994 \| 11.° \| \| Apertura 1994 \| 4.° \| \| Clausura 1995 \| 15.° \| \| Apertura 1995 \| 12.° \| \| Clausura 1996 \| 17.° \| \| Apertura 1996 \| 9.° \| \| Clausura 1997 \| 3.° \| \| Apertura 1997 \| 18.° \| \| Clausura 1998 \| 9.° \| \| Apertura 1998 \| 8.° \| \| Clausura 1999 \| 7.° \| \| Apertura 1999 \| 13.° \| \| Clausura 2000 \| 5.° \| \| Apertura 2000 \| 13.° \| \| Clausura 2001 \| 12.° \| \| Apertura 2001 \| 14.° \| \| Clausura 2002 \| 7.° \| \| Apertura 2002 \| 10.° \| \| Clausura 2003 \| 15.° \| \| Apertura 2003 \| 6.° \| \| Clausura 2004 \| 12.° \| \| Apertura 2004 \| Campeón \| \| Clausura 2005 \| 14.° \| \| Apertura 2005 \| 16.° \| \| Clausura 2006 \| 6.° \| \| Apertura 2006 \| 19.° \| \| Clausura 2007 \| 15.° \| \| Apertura 2007 \| 11.° \| \| Clausura 2008 \| 8.° \| \| Apertura 2008 \| 5.° \| \| Clausura 2009 \| 15.° \| \| Apertura 2009 \| 2.° \| \| Clausura 2010 \| 6.° \| \| Apertura 2010 \| 9.° \| \| Clausura 2011 \| 19.° \| \| Apertura 2011 \| 18.° \| \| Clausura 2012 \| 6.° \| \| Inicial 2012 \| 2.° \| \| Final 2013 \| Campeón \| \| Campeonato 2012/13 \| 2.° \| \| Inicial 2013 \| 4.° \| \| Final 2014 \| 12.° \| \| Campeonato 2014 \| 12.° \| \| Campeonato 2015 \| 16.° \| \| Campeonato 2016 \| 12.° Zona 2 \| \| Campeonato 2016/17 \| 9.° \| \| Campeonato 2017/18 \| 22.° \| \| Campeonato 2018/19 \| 15.° \| \| Campeonato 2019/20 \| 10.° \| |                  |
| Competencia | Detalle          |
| Competencia | Campeonato Local |
| Campeonato 1939 | 4.°              |
| Campeonato 1940 | 8.°              |
| Campeonato 1941 | 3.°              |
| Campeonato 1942 | 4.°              |
| Campeonato 1943 | 12.°             |
| Campeonato 1944 | 9.°              |
| Campeonato 1945 | 8.°              |
| Campeonato 1946 | 10.°             |
| Campeonato 1947 | 12.°             |
| Campeonato 1948 | 5.°              |
| Campeonato 1949 | 5.°              |
| Campeonato 1950 | 11.°             |
| Campeonato 1951 | 11.°             |
| Campeonato 1952 | 15.°             |
| Campeonato 1953 | 15.°             |
| Campeonato 1954 | 11.°             |
| Campeonato 1955 | 13.°             |
| Campeonato 1956 | 10.°             |
| Campeonato 1957 | 9.°              |
| Campeonato 1958 | 15.°             |
| Campeonato 1959 | 6.°              |
| Campeonato 1960 | 16.°             |
| Primera B 1961 | 5.°              |
| Primera B 1962 | 5.°              |
| Primera B 1963 | 6.°              |
| Campeonato 1964 | 16.°             |
| Campeonato 1965 | 11.°             |
| Campeonato 1966 | 11.°             |
| Metropolitano 1967 | Fase de grupos   |
| Reclasificatorio 1967 | 1.°              |
| Metropolitano 1968 | Fase de grupos   |
| Promocional 1968 | 2.°              |
| Metropolitano 1969 | Fase de grupos   |
| Reclasificatorio 1969 | 6.°              |
| Metropolitano 1970 | 5.°              |
| Nacional 1970 | Fase de grupos   |
| Metropolitano 1971 | 4.°              |
| Nacional 1971 | Semifinales      |
| Metropolitano 1972 | 7.°              |
| Nacional 1972 | Fase de grupos   |
| Metropolitano 1973 | 14.°             |
| Nacional 1973 | Fase de grupos   |
| Metropolitano 1974 | Campeón          |
| Nacional 1974 | 8.°              |
| Metropolitano 1975 | 10.°             |
| Nacional 1975 | Fase de grupos   |
| Metropolitano 1976 | 6.°              |
| Nacional 1976 | Cuartos de final |
| Metropolitano 1977 | 7.°              |
| Nacional 1977 | Semifinales      |
| Metropolitano 1978 | 7.°              |
| Nacional 1978 | Fase de grupos   |
| Metropolitano 1979 | Fase de grupos   |
| Nacional 1979 | Fase de grupos   |
| Metropolitano 1980 | 6.°              |
| Nacional 1980 | Semifinales      |
| Metropolitano 1981 | 3.°              |
| Nacional 1981 | Fase de grupos   |
| Nacional 1982 | Fase de grupos   |
| Metropolitano 1982 | 4.°              |
| Nacional 1983 | Octavos de final |
| Metropolitano 1983 | 9.°              |
| Nacional 1984 | Cuartos de final |
| Metropolitano 1984 | 7.°              |
| Nacional 1985 | Semifinales      |
| Campeonato 1985/86 | 2.°              |
| Campeonato 1986/87 | 2.°              |
| Campeonato 1987/88 | Campeón          |
| Campeonato 1988/89 | 12.°             |
| Campeonato 1989/90 | 12.°             |
| Campeonato 1990/91 | Campeón          |
| Apertura 1991 | 18.°             |
| Clausura 1992 | Campeón          |
| Apertura 1992 | 20.°             |
| Clausura 1993 | 19.°             |
| Apertura 1993 | 15.°             |
| Clausura 1994 | 11.°             |
| Apertura 1994 | 4.°              |
| Clausura 1995 | 15.°             |
| Apertura 1995 | 12.°             |
| Clausura 1996 | 17.°             |
| Apertura 1996 | 9.°              |
| Clausura 1997 | 3.°              |
| Apertura 1997 | 18.°             |
| Clausura 1998 | 9.°              |
| Apertura 1998 | 8.°              |
| Clausura 1999 | 7.°              |
| Apertura 1999 | 13.°             |
| Clausura 2000 | 5.°              |
| Apertura 2000 | 13.°             |
| Clausura 2001 | 12.°             |
| Apertura 2001 | 14.°             |
| Clausura 2002 | 7.°              |
| Apertura 2002 | 10.°             |
| Clausura 2003 | 15.°             |
| Apertura 2003 | 6.°              |
| Clausura 2004 | 12.°             |
| Apertura 2004 | Campeón          |
| Clausura 2005 | 14.°             |
| Apertura 2005 | 16.°             |
| Clausura 2006 | 6.°              |
| Apertura 2006 | 19.°             |
| Clausura 2007 | 15.°             |
| Apertura 2007 | 11.°             |
| Clausura 2008 | 8.°              |
| Apertura 2008 | 5.°              |
| Clausura 2009 | 15.°             |
| Apertura 2009 | 2.°              |
| Clausura 2010 | 6.°              |
| Apertura 2010 | 9.°              |
| Clausura 2011 | 19.°             |
| Apertura 2011 | 18.°             |
| Clausura 2012 | 6.°              |
| Inicial 2012 | 2.°              |
| Final 2013 | Campeón          |
| Campeonato 2012/13 | 2.°              |
| Inicial 2013 | 4.°              |
| Final 2014 | 12.°             |
| Campeonato 2014 | 12.°             |
| Campeonato 2015 | 16.°             |
| Campeonato 2016 | 12.° Zona 2      |
| Campeonato 2016/17 | 9.°              |
| Campeonato 2017/18 | 22.°             |
| Campeonato 2018/19 | 15.°             |
| Campeonato 2019/20 | 10.°             |

### Copas Nacionales
Resumen estadístico de copas nacionales de la AFA (1900-presente)
- Participaciones en Copas Nacionales de la era amateur: 27.
  - Ediciones disputadas de la Copa de Competencia de Primera División: 12 (1908, 1909, 1910, 1911, 1912, 1913, 1914, 1915, 1916, 1917, 1918, 1919).
  - Ediciones disputadas de la Copa de Honor "Municipalidad de la Ciudad de Buenos Aires": 11 (1908, 1909, 1910, 1911, 1912, 1913, 1915, 1916, 1917, 1918, 1920).
  - Ediciones disputadas de la Copa Dr. Carlos Ibarguren: 4 (1913, 1918, 1921, 1922).
  - Mejor ubicación en Copa Nacionales de la era amateur: Campeón.
  - Peor ubicación en Copa Nacionales de la era amateur: Primera fase.
- Participaciones en Copas Nacionales de la era profesional: 20.
  - Ediciones disputadas de la Copa Argentina: 10 (1969, 1970, 2011/12, 2012/13, 2013/14, 2014/15, 2015/16, 2016/17, 2017/18, 2018/19).
  - Ediciones disputadas de la Copa Beccar Varela: 1 (1933).
  - Ediciones disputadas de la Copa de Competencia Británica: 4 (1944, 1945, 1946, 1948).
  - Ediciones disputadas de la Copa Adrián C. Escobar: 4 (1939, 1941, 1942, 1949).
  - Ediciones disputadas de la Copa de la República: 2 (1943, 1944).
  - Ediciones disputadas de la Copa Dr. Carlos Ibarguren: 1 (1941).
  - Ediciones disputadas de la Copa Suecia: 1 (1958).
  - Ediciones disputadas de la Copa Centenario de la AFA: 1 (1993).
  - Mejor ubicación en copas nacionales de la era profesional: Campeón.
  - Peor ubicación en copas nacionales de la era profesional: Primera fase.

#### Resumen estadístico
| Competición                             | PJ  | PG | PE | PP | GF  | GC  | Mejor resultado               |
| --------------------------------------- | --- | -- | -- | -- | --- | --- | ----------------------------- |
| Era profesional                         |     |    |    |    |     |     |                               |
| Copa Argentina                          | 21  | 6  | 6  | 9  | 24  | 21  | Cuartos de final 1 vez        |
| Copa Beccar Varela                      | 5   | 0  | 2  | 3  | 2   | 8   | Primera fase 1 vez            |
| Copa de Competencia Británica           | 6   | 2  | 0  | 4  | 13  | 17  | Semifinalista 1 vez           |
| Copa Dr. Carlos Ibarguren               | 1   | 0  | 0  | 1  | 0   | 3   | Finalista 1 vez               |
| Copa de la República                    | 6   | 4  | 0  | 2  | 20  | 9   | Finalista 1 vez               |
| Copa Adrián C. Escobar                  | 7   | 3  | 2  | 2  | 7   | 6   | Campeón 1 vez                 |
| Copa Suecia                             | 13  | 8  | 2  | 3  | 24  | 15  | Segunda Ronda 1 vez           |
| Copa Centenario de la AFA               | 4   | 2  | 0  | 2  | 4   | 3   | 1.ª Ronda de perdedores 1 vez |
| Subtotal era profesional                | 63  | 25 | 12 | 26 | 94  | 82  | Campeón 1 vez                 |
| Era amateur                             |     |    |    |    |     |     |                               |
| Copa de Competencia de Primera División | 25  | 9  | 4  | 12 | 54  | 58  | Finalista 2 veces             |
| Copa de Honor                           | 25  | 15 | 0  | 10 | 52  | 48  | Campeón 1 vez                 |
| Copa Dr. Carlos Ibarguren               | 6   | 2  | 1  | 3  | 13  | 9   | Campeón 1 vez                 |
| Subtotal era amateur                    | 56  | 26 | 5  | 25 | 119 | 115 | Campeón 2 veces               |
| Total Era amateur y Era profesional     | 119 | 51 | 17 | 51 | 213 | 197 | Campeón 3 veces               |

* En negrita las competiciones actuales.

### Línea Temporal
Newells a lo largo de toda su historia

### Torneos internacionales
Resumen estadístico de torneos internacionales de CONMEBOL-FIFA (1960-presente)
- Participaciones en torneos internacionales: 13.
- Ediciones disputadas de la Copa Libertadores: 8 (1975, 1988, 1992, 1993, 2006, 2010, 2013 y 2014).
- Ediciones disputadas de la Copa Sudamericana: 5 (2005, 2010, 2018, 2021 y 2023).
- Mejor ubicación en torneos internacionales: Finalista.
- Peor ubicación en torneos internacionales: Eliminado en Primera Ronda.
- Mejor serie invicta en partidos internacionales: 14 (Copa Libertadores 1992).
- Máxima cantidad de victorias consecutivas en torneos internacionales: 3 (Copa Libertadores 1988).
- Jugador con más goles anotados en torneos internacionales: Ignacio Scocco, con 10 goles en 19 partidos.
- Jugador con más partidos disputados en torneos internacionales: Gerardo Martino, con 39 cotejos jugados entre (1988-1993).
- Mayor goleada a favor en torneos internacionales: 6-0 a San José de Bolivia, en la Copa Sudamericana 2010.
- Mayor goleada en contra en torneos internacionales: 0-6 con San Lorenzo de Argentina, en la Copa Libertadores 1992.

#### Participación en Copas Internacionales (CSF)
| Competencia            | Detalle                     |
| Competencia            | Copa Libertadores           |
| ---------------------- | --------------------------- |
| Copa Libertadores 1975 | Fase de grupos              |
| Copa Libertadores 1988 | Subcampeón                  |
| Copa Libertadores 1992 | Subcampeón                  |
| Copa Libertadores 1993 | Octavos de final            |
| Copa Libertadores 2006 | Octavos de final            |
| Copa Libertadores 2010 | Primera fase clasificatoria |
| Copa Libertadores 2013 | Semifinales                 |
| Copa Libertadores 2014 | Fase de grupos              |

| Competencia            | Detalle           |
| Competencia            | Copa Sudamericana |
| ---------------------- | ----------------- |
| Copa Sudamericana 2005 | Primera Fase      |
| Copa Sudamericana 2010 | Cuartos de final  |
| Copa Sudamericana 2018 | Primera Fase      |
| Copa Sudamericana 2021 | Fase de grupos    |
| Copa Sudamericana 2023 | Octavos de final  |

     Campeón./Ganador.
    Subcampeón./Segundo Lugar.
    Tercer Lugar.
     Ascenso.
     Descenso.

#### Resumen estadístico
| Competición            | PJ | PG | PE | PP | GF  | GC | DG | Mejor resultado   |
| ---------------------- | -- | -- | -- | -- | --- | -- | -- | ----------------- |
| Copa de Honor Cusenier | 1  | 0  | 0  | 1  | 0   | 2  | -2 | Finalista 1 vez   |
| Copa Libertadores      | 74 | 28 | 26 | 20 | 86  | 77 | 9  | Finalista 2 veces |
| Copa Sudamericana      | 16 | 5  | 5  | 6  | 16  | 15 | 1  | Cuartos de final  |
| Total                  | 91 | 33 | 31 | 27 | 102 | 94 | 8  | 0 títulos         |

## Palmarés
| |
| Trofeo de la Copa Santiago Pinasco, primera competición organizada por el fútbol rosarino. En ella Newell's se consagraría en las dos primeras ediciones obteniendo el bicampeonato ganando a la postre el primer clásico de la historia. |

| |
| Trofeo de la Copa de Honor. Newell's se consagró en el año 1911 siendo así el primero de los grandes clubes de Primera División en conquistar una Copa Nacional Amateur. Para lograrlo debió derrotar primeramente a su clásico rival con quien se enfrentó en los cuartos de final; dicho cotejo terminó con dos tantos contra uno a favor de los leprosos. |

| |
| Trofeo del Torneo Gobernador Molinas. Newell's posee los honores de ser el máximo ganador de la competición, siendo a su vez el primer campeón y tricampeón del susodicho torneo. |

|                                                                                |
| Newell's es el único equipo del interior en conquistar la Copa Adrián Escobar. |

| |
| Newell's Old Boys es el equipo del interior que más veces ha inscrito su nombre en la legendaria Copa Campeonato. |

| |
| La "Copa de la Amistad" es un importante Torneo Latinoamericano de Menores disputado en tierras peruanas. Dicha competición ganó Lionel Messi cuando integraba la Máquina del 87' en las divisiones infantiles del club. |

| |
| Trofeo de la Copa Viña del Mar, torneo amistoso internacional obtenido por el equipo de Roberto Sensini en el año 2009. |

|                                                                                       |
| Copa Juana Azurduy correspondiente al último campeonato de Liga obtenido por el club. |

### Títulos regionales oficiales (16)
| Ligas regionales (13)               | Ligas regionales (13)                                                         | Ligas regionales (13)                                                      |
| Competición regional                | Títulos                                                                       | Subcampeonatos                                                             |
| ----------------------------------- | ----------------------------------------------------------------------------- | -------------------------------------------------------------------------- |
| Primera División de Rosario (13/11) | 1907, 1909, 1910, 1911, 1913, 1918, 1921, 1922, 1929, 1931, 1933, 1934, 1935. | 1908, 1914, 1919, 1920, 1923, 1925, 1926, 1928, 1932, 1936, 1937. (Récord) |

| Copas rosarinas y provinciales (3) | Copas rosarinas y provinciales (3) | Copas rosarinas y provinciales (3) |
| Competición regional               | Títulos                            | Subcampeonatos                     |
| ---------------------------------- | ---------------------------------- | ---------------------------------- |
| Copa Damas de Caridad (1/1)        | 1913.                              | 1914.                              |
| Copa Estímulo (2/0)                | 1925, 1933.                        |                                    |
| Torneo Preparación (0/1)           |                                    | 1936.                              |

### Títulos nacionales oficiales (9)
| Ligas nacionales (6)                | Ligas nacionales (6)                                                            | Ligas nacionales (6)                                    |
| Competición nacional                | Títulos                                                                         | Subcampeonatos                                          |
| ----------------------------------- | ------------------------------------------------------------------------------- | ------------------------------------------------------- |
| Primera División de Argentina (6/5) | Metropolitano 1974, 1987/88, 1990/91, Clausura 1992, Apertura 2004, Final 2013. | 1985/86, 1986/87, Apertura 2009, Inicial 2012, 2012/13. |

| Copas nacionales (3)                  | Copas nacionales (3) | Copas nacionales (3)    |
| Competición nacional                  | Títulos              | Subcampeonatos          |
| ------------------------------------- | -------------------- | ----------------------- |
| Copa Doctor Carlos Ibarguren (1/4)    | 1921                 | 1913, 1918, 1922, 1941. |
| Copa de Honor (1/1)                   | 1911.                | 1912.                   |
| Copa Adrián Escobar (1/0)             | 1949.                |                         |
| Copa de Competencia Jockey Club (0/2) |                      | 1909, 1914.             |
| Copa de la República (0/1)            |                      | 1944.                   |

### Títulos internacionales oficiales
| Organizados por FIFA y CONMEBOL    | Organizados por FIFA y CONMEBOL | Organizados por FIFA y CONMEBOL |
| Competición internacional          | Títulos                         | Subcampeonatos                  |
| ---------------------------------- | ------------------------------- | ------------------------------- |
| Copa Libertadores de América (0/2) |                                 | 1988, 1992.                     |

| Organizados por AFA y AUF     | Organizados por AFA y AUF | Organizados por AFA y AUF |
| Competición internacional     | Títulos                   | Subcampeonatos            |
| ----------------------------- | ------------------------- | ------------------------- |
| Copa de Honor Cousenier (0/1) |                           | 1911                      |

## Jugadores

### Plantel 2025
- Los equipos argentinos están limitados a tener un máximo de seis futbolistas extranjeros en su plantel profesional.

### Mercado de pases

#### Altas 2025
| Altas          | Altas    | Altas          | Altas     | Altas  |
| Jugador        | Posición | Procedencia    | Tipo      |        |
| Verano         | Verano   | Verano         | Verano    | Verano |
| -------------- | -------- | -------------- | --------- | ------ |
| Luciano Lollo  | Defensor | Estudiantes LP | Libre.    |        |
| Víctor Cuesta  | Defensor | Bahia          | Libre.    |        |
| Alejo Montero  | Defensor | Agropecuario   | Libre.    |        |
| Gonzalo Maroni | Volante  | Boca Juniors   | Préstamo. |        |
| Luca Sosa      | Defensor | Barcelona SC   | Préstamo. |        |
| Alejo Tabares  | Defensor | All Boys       | Préstamo. |        |
| Keylor Navas   | Arquero  | PSG            | Préstamo. |        |
|                |          |                |           |        |
| Invierno       |          |                |           |        |
|                |          |                |           |        |
|                |          |                |           |        |

#### Bajas 2025
| Bajas              | Bajas     | Bajas                 | Bajas     | Bajas  |
| Jugador            | Posición  | Destino               | Tipo      |        |
| Verano             | Verano    | Verano                | Verano    | Verano |
| ------------------ | --------- | --------------------- | --------- | ------ |
| Juan Pablo Freytes | Defensor  | Fluminense            | Traspaso. |        |
| Gustavo Velázquez  | Defensor  | Cerro Porteño         | Traspaso. |        |
| Francisco González | Delantero | Defensa y Justicia    | Traspaso. |        |
| Matko Miljevic     | Volante   | Huracán               | Libre.    |        |
| Julián Fernández   | Volante   | Palestino             | Libre.    |        |
| Gabriel Carabajal  | Volante   | Sarmiento (Junín)     | Libre.    |        |
| Jerónimo Cacciabue | Volante   | Universidad Católica  | Libre.    |        |
| Marcos Benítez     | Volante   | Agropecuario          | Libre.    |        |
| Leonel Vangioni    | Defensor  | Quilmes               | Libre.    |        |
| Ramiro Macagno     | Arquero   | Levadiakos            | Libre.    |        |
| Ignacio Ramírez    | Delantero | Everton               | Préstamo. |        |
| Ian Glavinovich    | Defensor  | Philadelphia          | Préstamo. |        |
| Facundo Mansilla   | Defensor  | Central Córdoba (SdE) | Préstamo. |        |
| Carlos Ordóñez     | Defensor  | Progreso              | Préstamo. |        |
|                    |           |                       |           |        |
| Invierno           |           |                       |           |        |
|                    |           |                       |           |        |
|                    |           |                       |           |        |

### Jugadores históricos

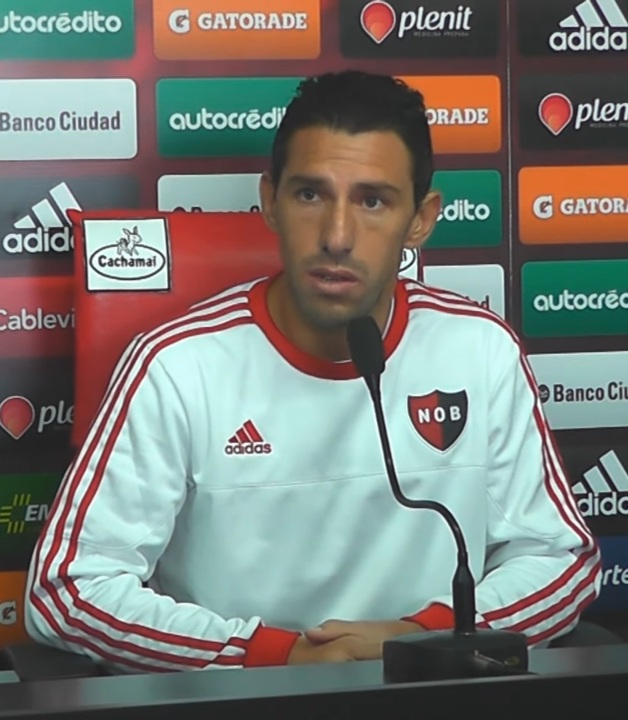
Maxi Rodríguez, deportista distinguido de la ciudad de Rosario.

A lo largo de sus más de 100 años de historia, fueron más de 750 los futbolistas del Club Atlético Newell's Old Boys que han vestido la camiseta del primer equipo. Gerardo Martino, con 505 encuentros, es el que más veces lució la camiseta rojinegra. A su vez, Víctor Ramos con 104 goles es el máximo goleador rojinegro de la historia profesional, siendo Manuel González el máximo goleador de la historia leprosa si se suma también la era amateur.
Históricamente la Asociación del Fútbol Argentino ha permitido a los equipos de fútbol de Argentina tener en sus planteles un máximo de cuatro futbolistas extranjeros. Debido a esto es que el equipo de Newell's Old Boys ha estado siempre formado casi en su totalidad por futbolistas de origen argentino.
En 1974, Newell's Old Boys se consagró campeón de la Primera División Argentina con un plantel conformado únicamente por futbolistas y cuerpo técnico surgidos de su cantera. Este es un hecho inédito, siendo el primer equipo de Argentina en lograrlo. Posteriormente, repetiría el logro en el Torneo Apertura 1990 y en el Torneo Integración 1990-1991.
De sus divisiones inferiores han surgido una gran cantidad de futbolistas que a la postre serían parte de las Selecciones Argentinas: Gabriel Batistuta, Américo Gallego, Jorge Valdano, Sergio Almirón, Mauricio Pochettino, Roberto Sensini, Eduardo Berizzo, Mauro Rosales, Maxi Rodríguez, Pablo Pérez, Lisandro Martínez, entre otros.
Entre sus haberes cuenta también con futbolistas surgidos de su cantera que se han consagrado campeones de la Copa Mundial de Fútbol, con la particularidad de que Newell's Old Boys es el único club del interior de Argentina que ha aportado futbolistas a ambas Selecciones Mayores campeonas del mundo, mientras los mismos se desempeñaban en el club: Américo Gallego en 1978 y Sergio Almirón en 1986. Emergieron de su cantera también futbolistas que se consagraron campeones de la Copa América, ganadores de la medalla de oro en los Juegos Olímpicos, campeones de la Copa FIFA Confederaciones y campeones de la Copa Mundial de Fútbol Sub-20, abarcando así todos los torneos organizados por la FIFA.
Newell's Old Boys es el único equipo de la historia del fútbol argentino en haber representado a la Selección Nacional en forma absoluta, hecho acontecido en el Preolímpico 1976 en Recife, Brasil. Fue además el primer club de América en transferir un futbolista a Europa, en el año 1925. Su puntero derecho Julio Libonatti, campeón de la Copa América en 1921 con la Selección Argentina, pasó en dicho año al Torino Football Club de Italia. Este suceso hizo que numerosas instituciones europeas se lanzaran a contratar futbolistas sudamericanos.
- Roque Alfaro
- Diego Armando Maradona
- Sergio Almirón
- Roque Avallay
- Atilio Badalini
- Gabriel Batistuta
- Abel Balbo
- Fabián Basualdo
- Raúl Belén
- Fernando Belluschi
- Eduardo Berizzo
- Lucas Bernardi
- José Orlando Berta
- Alfredo Berti
- Armando Capurro
- Oscar Cardozo
- Adolfo Celli
- Ernesto Celli
- Ariel Cozzoni
- Gustavo Dezotti
- Sebastián Domínguez
- Cristian Domizzi
- Darío Franco
- Américo Gallego
- Fernando Gamboa
- Faustino González
- Manuel González
- Jorge Griffa
- Nahuel Guzmán
- Gabriel Heinze
- Julio Libonatti
- Juan Manuel Llop
- Hugo Mallet
- Damián Manso
- Gerardo Martino
- Diego Mateo
- Lionel Scaloni
- Juan Carlos Montes
- Mario Morosano
- Alfredo Obberti
- Ariel Ortega
- Jorge Pautasso
- José Luis Pavoni
- Sebastián Peratta
- Pablo Pérez
- Mauricio Pochettino
- René Pontoni
- Víctor Rogelio Ramos
- Andrés Rebottaro
- Germán Ré
- Sergio Apolo Robles
- Maxi Rodríguez
- Julio César Saldaña
- Santiago Santamaría
- Blas Saruppo
- Pablo Ruiz
- Ignacio Scocco
- Rolando Schiavi
- Norberto Scoponi
- Roberto Néstor Sensini
- Luis Alberto Yorlano
- Jorge Theiler
- Jorge Valdano
- José Viale
- Justo Villar
- Héctor Yazalde
- José Yudica
- Julio Alberto Zamora
- Mario Zanabria
- Ariel Zapata

## Entrenadores
Desde su fundación en el año 1905 hasta la actualidad, decenas han sido los Entrenadores del Club Atlético Newell's Old Boys que han estado al mando de los destinos futbolísticos de la institución. Marcelo Bielsa es, con dos títulos, el entrenador más ganador de la historia de Newell's Old Boys en materia de torneos nacionales de AFA, consagrándose campeón en el Campeonato Integración 1990-1991, y el Clausura 1992. Alcanzó también la instancia final de la Copa Libertadores de América en el año 1992.
El primer entrenador en coronar campeón a Newell's Old Boys por torneos nacionales de la AFA fue Juan Carlos Montes, quien en el Torneo Metropolitano 1974 lo condujo a la obtención de su primer título nacional de Liga de la AFA. Los restantes títulos fueron cosechados de la mano de José Yudica en el Campeonato de Primera División 1987-1988 (quien alcanzó también la instancia final de la Copa Libertadores de América, en el año 1988), Américo Gallego en el Torneo Apertura 2004 y Gerardo Martino en el Torneo Final 2013.
El entrenador más longevo fue Juan Carlos Montes, quien dirigió a Newell's Old Boys durante la mayor parte de la década del 70. Cuenta en su haber con el récord de mayor cantidad de encuentros dirigidos con 275. Es además el entrenador que mayor cantidad de triunfos obtuvo con 101, y que mayor cantidad de goles a favor cosechó con 429. El segundo entrenador más longevo fue José Yudica que dirigió al equipo en 230 encuentros, seguido en tercer lugar por Jorge Solari con 173 encuentros.
En materia de efectividad obtenida, Gerardo Martino es el entrenador más efectivo de la historia del club con un 59 %, seguido de cerca por Jorge Solari con un 56 % y luego por Marcelo Bielsa y Ricardo Caruso Lombardi, ambos con un 54 %.
Como particularidad se destaca que todos los entrenadores con los cuales Newell's Old Boys ha sido campeón nacional de la AFA, fueron previamente futbolistas del club: Juan Carlos Montes, José Yudica, Marcelo Bielsa, Américo Gallego y Gerardo Martino.

### Equipo técnico 2025
- Director técnico:  Cristian Fabbiani
- Ayudantes de campo:  Sergio Covello /  Leandro Santoli
- Preparadores físicos:  Gustavo Del Favero
- Médico:  Juan Ignacio Bottoli /  Pablo Sogne
- Fisioterapeuta:  René Girotti
- Masajista:  Leonardo Gómez
- Analista de videos:  Diego Navone
- Entrenador de arqueros:  Gaston Monzón
- Utileros:  Francisco Aquilano /  Pablo Testa

## Formativo
El fútbol base o de cantera de Newell’s Old Boys llamada por uno de sus presidentes, Walter Cattaneo, «la fábrica sin humo», es una de las más reconocidas de Argentina por su desempeño y logros en la AFA. Su objetivo es promover futbolistas al plantel mayor que participa en el campeonato de Primera División de Argentina, entre otros torneos. Se sostiene que, gracias a sus inferiores Newell’s es una marca registrada. Si se vincula a Newell’s con Bielsa, con Martino, con Messi naturalmente es una marca registrada.
El gran maestro y formador de jugadores fue Jorge Griffa, quien a mediados de los ’70 inicia su trayectoria en las divisiones inferiores de Newell’s, donde desplegó una función docente, a la par de suministrarle a los jóvenes jugadores los conocimientos propios para el desarrollo de la actividad deportiva. Propuso un método importante de captación de jugadores de distintos puntos del país, para poder competir con River, Boca y los grandes, viajando permanentemente y viendo juveniles con potencial para que sea el propio club quien los termine de formar. A su vez, se le propuso como política a los clubes de origen de esos juveniles que en vez de sacárselos, Newell´s le ofreciera un convenio para que también ellos tuvieran algo de ganancia en caso de una futura venta. Esa innovación dio muy buenos resultados para los clubes y jugadores. 
Newell’s comenzó a competir en los certámenes juveniles de la AFA en el año 1989 obteniendo, en ese mismo año, dos campeonatos en, cuarta división y quinta división. Hasta 1994 partició solo con cuarta, quinta y sexta división; desde 1995 se sumaron séptima, octava y novena división. Logrando 37 campeonatos en todas las divisiones, tras solo 34 años de participación.
Otra particularidad es, la cuarta división dirigida por Julio Zamora en 2001 fue la única que salió campeón ganando todos los partidos del torneo, siendo el único club de la AFA en este excepcional logró. Fueron 17 partidos sin perder un solo punto, sacando 51/51 puntos.
El último campeonato conseguido fue el de quinta división en 2023, torneo logrado en esta categoría luego de 12 años, que tuvo como DT a Ricardo Lunari.
Todas las categorías de las divisiones juveniles que compiten en torneos de la Asociación del Fútbol Argentino como de la Asociación Rosarina de Fútbol entrenan en el Complejo Polideportivo Jorge B. Griffa. La formación no es solo futbolística, ya que se busca la formación integral de la persona fiel al inicio educativo del club, asistiendo los jugadores juveniles al Complejo Integral Educativo Newell´s Old Boys (C.I.E.N.O.B.), el objetivo de Newell's es deserción escolar cero en sus inferiores.
Como se refiere en la introducción de este artículo de sus divisiones juveniles salieron grandes jugadores como Gabriel Batistua, Abel Balbo, Roberso Sensini, Gabriel Heinze, entre otros, como también se puede ver, en parte, en el apartado jugadores y en el de jugadores históricos.
| Competición           | Títulos                                                                                             |
| --------------------- | --------------------------------------------------------------------------------------------------- |
| Torneo de Reserva (5) | 1985/85, 1986/87,1988/89, 1993/94, 2016 .                                                           |
| Cuarta División (12)  | 1989, 1991, 1992, 1994, 1996 C ,1996 An, 1998 A, 1998 C, 2001 A, 2016 Ca, 2019 S, 2021 Lp.          |
| Quinta División (13)  | 1989, 1990 1T ,1992 ,1994 ,1995 ,1996 A ,1996 An, 1997 A, 1998 A, 1999 A, 2000 A, 2012 Ca, 2023 Lp. |
| Sexta División (8)    | 1991, 1993, 1996 A, 1996 C, 1996 An, 1997 C, 1998 C, 2018 S, .                                      |
| Séptima División (0)  | ----------                                                                                          |
| Octava División (3)   | 1995, 1999 A, 2004 A.                                                                               |
| Novena División (1)   | 2015 Ca.                                                                                            |

### Infantiles
Por fuera de las divisiones juveniles que juegan en la AFA, se encuentra el predio Complejo de Fútbol Infantil "Malvinas Argentinas" para la práctica y desarrollo de jugadores infantiles. Por allí pasaron varios jugadores que tendrían una gran trayectoria, como ser: Maximiliano Rodríguez, Lionel Messi, Leonardo Ponzio, Lucas Bernardi, Sebastián Domínguez, Diego Quintana, Fernando Crosa y Diego Crosa, Lionel Scaloni, entre otros.
El club trabaja para que los chicos sean instruidos bajo los aspectos técnicos del fútbol y que también reciban una educación física, deportiva y humana que fomente los valores del compromiso en equipo y la solidaridad entre los compañeros, y el respeto hacia los pares, rivales y árbitros. Si bien el trabajo del fútbol infantil finaliza a una muy corta edad, la planificación proyecta el paso de los alumnos hacia las instancias superiores abordadas en el Centro de Entrenamiento Jorge B. Griffa, en Bella Vista; en el predio Malvinas se construye el capital de la institución, un camino a largo plazo con la meta de proporcionar los elementos necesarios que construyan en el futuro un jugador dotado de los gestos técnicos y sociales de un verdadero profesional.

## Femenino
El equipo de fútbol femenino de Newell's comenzó en el año 2018 disputando la Liga Rosarina. En 2020 se anunció que competiría en torneos oficiales de AFA y en 2021 iniciaron la oficialidad en la tercera categoría en la temporada de dicho año. Permaneció en la Primera C por dos años hasta que en 2023 debido al retiro de Villa San Carlos de la Primera B (segunda división), la AFA decidió otorgar su lugar a Newell's quien había culminado en 3.° puesto en la temporada 2022, y por consiguiente era el mejor ubicado detrás de los ascendidos San Luis FC y Talleres. En el año 2023, tras una gran campaña,  Newell's clasificó en 3° Lugar al reducido por el 2° ascenso por detrás de San Luis FC (1° Lugar y ascenso directo) y Talleres (Córdoba) (2° lugar) y luego se consagro en dicho reducido tras ganarle la final al propio Talleres. Llegando así a la Primera División del Fútbol Femenino. En el 2025 se consagraria Campeón de la Copa Federal y poco después del Torneo Apertura de Primera División. Siendo el Primer equipo del Interior campeón en Fútbol Femenino y el 5° equipo que se consagra en dicho Fútbol (luego de Boca Juniors, River Plate, San Lorenzo y UAI Urquiza).

### Datos del club
- Temporadas en Primera División: 2 (2024—)
- Temporadas en Segunda División: 1 (2023)
- Temporadas en Tercera División. 2 (2021—2022)

## Futsal
Este deporte, futsal, se practicó en el club incluso antes de la creación de los certámenes de la AFA, donde fue uno de los fundadores. Actualmente milita en la Primera División, categoría a la que regresó luego de una extensa ausencia.

### Historia

#### Orígenes
La disciplina en la institución se remonta al año 1972, año en que se organizaban unos torneos a la noche donde participaban los asociados. En 1975 Newell’s organiza un campeonato internacional con la participación de equipos uruguayos. El gran gestor de esa época era el Sr. Carlos Magni, quien era entrenador y dirigente. También comenzó a participar en campeonatos locales, ganando muchos de ellos. Ya en 1977 comienzan viajes que en muchos casos se costeaban con apoyo del club y otro poco con la colaboración de los propios jugadores.
Es así que durante 1977 Newell’s Old Boys viaja a Montevideo a jugar un campeonato invitado por el Club Banco República, un club de clase media alta ubicado en el estratégico barrio de Pocitos, frente a la playa del Río de la Plata. Durante el mismo año se produce un segundo viaje, esta vez invitado por el Club Bohemios, otro tradicional de Montevideo. Y por último donde llega la primera estrella internacional, Newell’s viaja a Paysandú. Allí se inauguraba el gimnasio Municipal, en el primer partido gana al Platense Patín Club de Montevideo y en la final al Club Banco República de la misma ciudad, en una recordada final con goles de José Luis Cordó (2) y Ernesto Parodi. 3 a 2 a falta de pocos minutos del final. Otros históricos de la época eran Oscar Canavesio y Juan Ramón Haro.
Sobre finales de 1977 Newell’s organiza un campeonato internacional donde participan además River Plate de la capital federal, Nacional de Montevideo y el club Internacional de Porto Alegre de Brasil. En el primer partido gana a Nacional con autoridad, pero en la final cae por goleada frente al equipo brasilero, base de la selección nacional de Brasil. Se jugó en las baldosas y se habían colocado tribunas tubulares que estaban repletas.
En el año 1978, Newell’s seguía ganando campeonatos rosarinos, es invitado a Buenos Aires a jugar un cuadrangular en el Club Atlanta de la capital federal. En el primer partido le gana a Atlanta 3 a 2. En Atlanta jugaba el hijo de René Pontoni, y en la final a Parque equipo donde jugaba el checho Batista. En 1979 varios jugadores del club concurren al sudamericano con la selección argentina que se realiza en Bogotá, son ellos José Luis Vizzi, Vicente De Luise y Ernesto Parodi. En 1980 llega otro campeonato rosarino y la posibilidad de jugar el argentino de clubes en Corrientes donde Newell’s consigue el subcampeonato. En 1981 es invitado a San Pablo (Brasil) a jugar la Copa Continental de Futsal, interviniendo Corinthians, Vasco da Gama, Gremio, Peñarol y Olimpia, entre otros.
Luego viene una etapa con pocos resultados deportivos, hasta que se arriba a un año clave: 1986.

#### Primeros años en la AFA
La AFA inicia con las competiciones del Futsal. El dirigente nombrado por la AFA para la organización de los certámenes oficiales era Benito Pujol Torres, que a su vez era representante de Newell’s Old Boys en la Asociación del Fútbol Argentino, y formaba parte de la plana mayor de la comisión de torneos de la casa madre. En mayo de 1986, ante 1000 espectadores se produce el lanzamiento del Futsal de la AFA. Esa noche Julio Grondona lanzó el futsal y estuvo presente el hoy fallecido secretario del club Sr. Luis Boselli. Obras Sanitarias es el lugar y se disputan dos partidos: Boca Juniors le gana a Independiente y en Newell’s Old Boys le gana a River Plate por 6 a 2. Entre algunos de los jugadores de la escuadra leprosa se encontraban Francisco Azzolini, Luis López, Gabriel Valarín y el goleador Néstor Romero.
En el primer certamen organizado por la AFA en aquel 1986 la lepra se debió conformar con el segundo lugar, finalizando detrás de Rosario Central. En 1987, el conjunto rojinegro se tomaría revancha y se coronaría campeón por primera vez en la historia, relegando a su clásico rival Rosario Central al segundo puesto. Entre los partidos más recordados se encuentran el triunfo por 7-1 ante el conjunto de Arroyito, frente a más de 2000 almas que se acercaron al Estadio Cubierto Claudio Newell.
Los siguientes 5 años fueron de sequía para el equipo rojinegro, logrando cuatro subcampeonatos: en los años 1989 y 1990 siendo el campeón Atlanta en ambas oportunidades; y en 1992 y 1993 resultando el campeón Boca de dichos torneos.

#### El Newell's de los brasileros
El rojinegro venía de cinco años de sequía. Si bien el equipo del parque siempre destacó por su gran nivel, no lograba dar el último paso para hacer posible una nueva vuelta olímpica. En ese período se lograron cuatro subcampeonatos: en los años 1989 y 1990 que resultó campeón Atlanta, y en 1992 y 1993 consagrándose Boca.
Sin embargo, aquel plantel se enriqueció con la contratación de futbolistas brasileños, y bajo la dirección técnica de Vicente De Luise y la llegada del repatriado Marcelo Scheave, causó sensación. Gabriel Valarín fue otro de los estandartes del equipo.
Una de estas contrataciones del extranjero fue Edilson Lima. “Tengo los más lindos recuerdos, desde que llegue al aeropuerto y tuve mi primer contacto con el idioma, con Carozo y Aldo, hasta las prácticas, viajes y partidos. Fue una época de sueños”, respondió al ser consultado por los recuerdos de su paso por el club. También habló del equipo y del apoyo que recibió: “Teníamos un equipo bien entrenado y muy bien físicamente, con grandes individualidades y que buscaba imponerse tanto de local como de visitante. Había rivales duros, y algunos desleales como Platense, pero creo que el rival más difícil fue Boca. En Rosario todos los partidos eran a cancha llena. Era muy lindo disfrutar del partido con toda aquella gente”.
La División de Honor se había organizado en dos zonas, de las cuales los cinco primeros clasificaban a un torneo definitorio. La lepra arrasó así en la primera etapa del torneo. En la segunda etapa debió enfrentar dificultades, sobre todo para eliminar a Ferro, pero volvió a llegar a la final. El otro finalista fue Atlanta, quien le arrebatara el título en los años 1989 y 1990. Los dos cotejos decisivos fueron ganados por Newell’s, que logró así su segundo título. Fue tal el éxito de dicho equipo que además realizaría una gira por Europa, enfrentando rivales de Bélgica, España e Italia.
Además, el equipo rojinegro sumaría un tercer título a sus vitrinas. Sería la Copa Benito Pujol. La misma, nombrada en memoria de un dirigente rojinegro, enfrentaba a los campeones del Torneo Apertura y Clausura. Sin embargo, al disputarse un torneo largo, Newell’s ganaría de forma automática el trofeo al no haber rival que enfrentar por el mismo.
No solo la primera división fue campeona en este año: la reserva y la cuarta también se consagraron en sus respectivos certámenes. La reserva, capitaneada por Ramiro Buttice y con Cristian Bresciani como goleador, venció en la final a Boca. Por su parte, la cuarta que venció en el partido definitorio a Ferro, contaba con Jorge De Rosse como capitán y Matías Fernández fue el máximo artillero leproso.
Veinte años más tarde la situación es otra. Tras el paso de Eduardo López por el club y la desaparición del futsal, la disciplina intenta desde abajo volver a la posición que le corresponde. Es así que hoy participa en los certámenes organizados por la Asociación Rosarina de Fútbol, consagrándose campeón del Torneo Clausura 2014.

#### Descenso y desafiliación
En 1995 el club no participó del certamen de la AFA, siendo su primer ausencia después de 10 años ininterrumpidos. Pero fue temporal, ya que volvió a participar en 1996.
En la temporada 2000, se consuma su primer y único descenso. Tras esto, la dirigencia del club decide retirarse de los certámenes de la AFA por tiempo indefinido.

#### Regreso a la AFA y ascensos
Luego del subcampeonato en el Torneo Nacional 2016 y de ser semifinalista en la Supercopa Argentina 2017, para la temporada 2018, Newell's decide volver al futsal de la AFA. Para ese entonces, ya se habían creado las divisiones de la Primera C y, recientemente, de la Primera D.
En la Primera D, Newell's finalizó primero de la Zona 1 con 71 puntos de 23 victorias tras 28 encuentros obteniendo el ascenso directo y el derecho de finalista a disputar la final ante el ganador de la zona 2, Justo José de Urquiza, y venció por 5 a 0, obteniendo su primer título de la AFA a 24 años del último. Martín Solzi, con 33 anotaciones, fue el goleador de la lepra.
En la Primera C, alcanzó el cuarto lugar con 74 puntos accediendo a los playoffs por el tercer ascenso. En semifinales, enfrentó a Universidad de La Matanza y, luego de igualar 2 a 2 en San Justo, venció por 8 a 3 en el Provincia y accedió a la final. En las finales, enfrentó a Gimnasia y Esgrima de Vélez Sarsfield y, luego de vencer por 2 a 1 en el Provincial, venció por 5 a 2 en Hurlingham y obtuvo su segundo ascenso al hilo.

#### Retorno a Primera División
Newell's inició la temporada 2020 en su nueva categoría cayendo ante Huracán por 2 a 1 a mediados de marzo, pero, debido a las restricciones sanitarias por la pandemia de COVID-19, el certamen fue suspendido hasta fines de año.
En el nuevo torneo, Newell's logró el primer puesto en la Zona 2 luego de un agónico empate con Atlanta en la última fecha, accediendo a los playoffs por los 2 ascensos.
En cuartos de final, se impuso ante Unión de Ezpeleta por 5 a 2 en Ferro. En las semifinales, disputadas en enero de 2021, se impuso por 3 a 1 ante Argentinos Juniors en Alvear obteniendo su tercer ascenso seguido y volviendo a Primera División, a 20 años de su última participación. En la final, jugada en Ferro, se enfrentó a Independiente, que venía de eliminar a Nueva Chicago, y, luego de ir cayendo por 2 a 0, logró igualar el marcador sobre el final y, tras no haber goles en la prórroga, venció en los penales obteniendo su segundo título en el ascenso, clasificando a la próxima Supercopa Argentina.

#### Actualidad
En la temporada 2021 de Primera División, sólo había conseguido 2 empates en las 4 fechas que se disputaron entre marzo y abril, antes de que las restricciones sanitarias por la segunda ola de COVID-19 suspendieran el certamen. En el nuevo certamen iniciado en julio estuvo cerca de clasificarse a la Zona Campeonato, pero debido a que perdió puntos con rivales accesibles llegó a la última fecha obligado a ganarle a su rival directo, San Lorenzo de Almagro, que venía de ganar la Copa Libertadores. En la última fecha termina cayendo en Provincial ante los cuervosy deberá disputar la Zona Permanencia.

### Plantel 2016
|    | Nac.      | Nombre             | Puesto    |
| -- | --------- | ------------------ | --------- |
| 1  | Argentina | Fabrizio Mariano   | Portero   |
| 3  | Argentina | Alan Craia         | Ala       |
| 4  | Argentina | Francisco Lanzotti | Poste     |
| 5  | Argentina | Lucas Testoni      | Poste     |
| 6  | Argentina | Matías Roldán      | Pívot     |
| 7  | Argentina | Santiago Brachetta | Ala       |
| 8  | Argentina | Augusto Mazzuca    | Pívot     |
| 9  | Argentina | Facundo Ysasa      | Pívot     |
| 10 | Argentina | Federico Testoni   | Ala       |
| 11 | Argentina | Adrián Palmitesta  | Ala       |
| 12 | Argentina | Matías Brachetta   | Ala       |
| 13 | Argentina | Mariano Sabia      | Poste/Ala |
| 14 | Argentina | Joaquín Rizzo      | Ala       |
| 16 | Argentina | Damian Carugo      | Pívot     |
| 18 | Argentina | Rodrigo Schenone   | Ala       |
| 23 | Argentina | Nicolás Ricobelli  | Portero   |
| 25 | Argentina | Lautaro Marchin    | Poste/Ala |

Entrenador:  Fernando Lotuffo - Petaca

### Palmarés
- Primera División: 2 (1987; 1994)
- Primera B: 1 (2020)
- Primera D: 1 (2018)

### Datos del club
- Temporadas en Primera División: 70 (1939-1960; 1965-2021; 2021-)

## Anexos
| Contenido relacionado | Datos estadísticos y trayectoria                                       | Personalidades e historia | Cultura e infraestructura                                                                                                   |
| --- | ---------------------------------------------------------------------- | --- | --- |
| - Primera División de Argentina - Máximos campeones de Primera División - Clasificación histórica de Primera División - Medallero Copa Libertadores de América - Copa de Oro Rioplatense - Newell's Femenino - Newell's de Laguna Larga - Newell's de Ecuador | - Estadísticas del Club - Palmarés del Club - Partidos internacionales | - Isaac Newell - Historia del Club - Presidentes del Club - Futbolistas del Club - Entrenadores del Club - Eduardo López - Diego Maradona - Marcelo Bielsa - Gerardo Martino - Jorge Griffa - Maxi Rodríguez | - Estadio Marcelo Bielsa - Instalaciones del Club - Hinchada del Club - Iglesia maradoniana - Lionel Messi - Lionel Scaloni |